# Biserica de lemn din Pișteștii din Deal

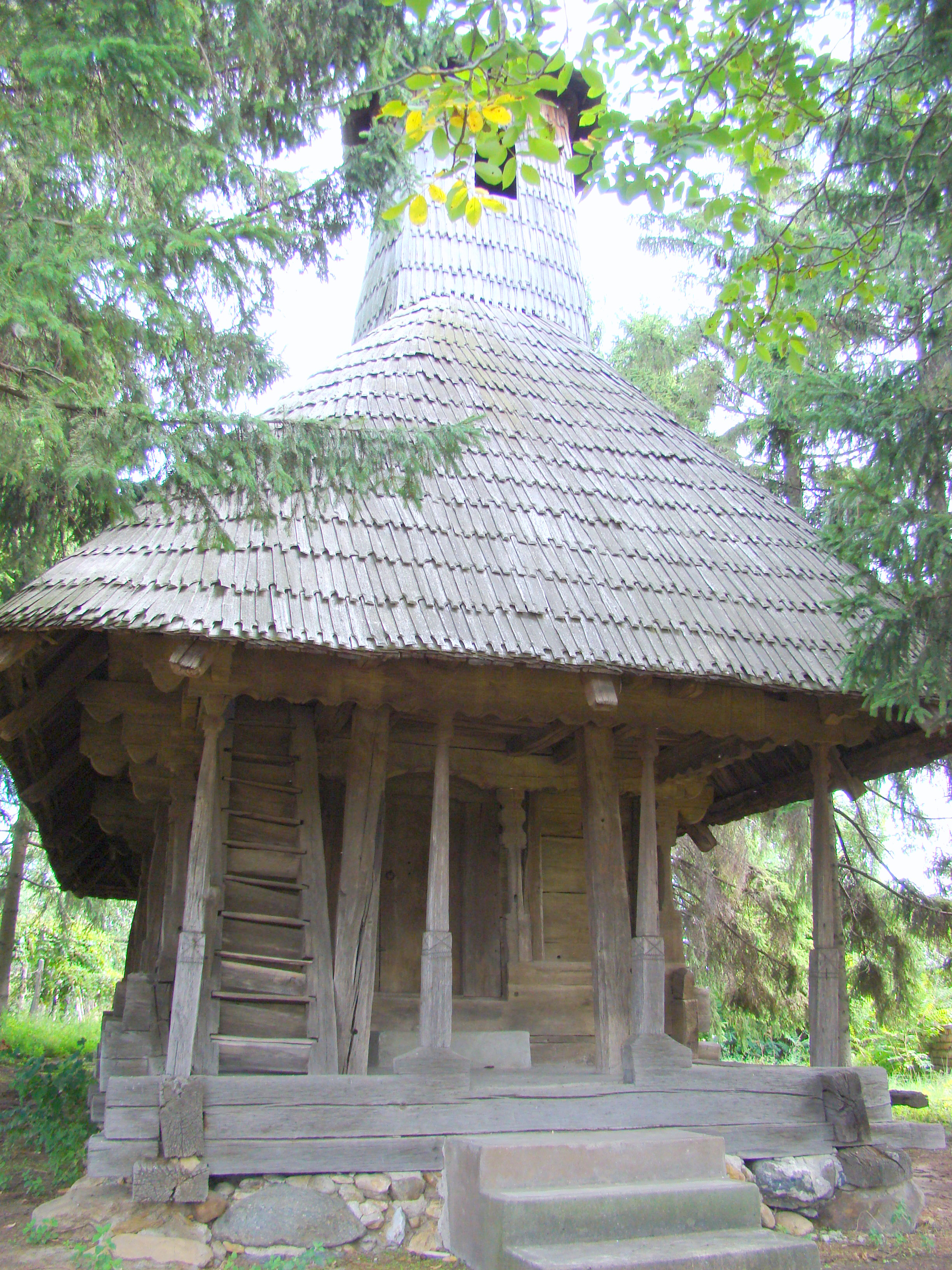
Biserica de lemn „Sfânta Treime” din Pișteștii din Deal, comuna Scoarța, județul Gorj, foto: septembrie 2009.

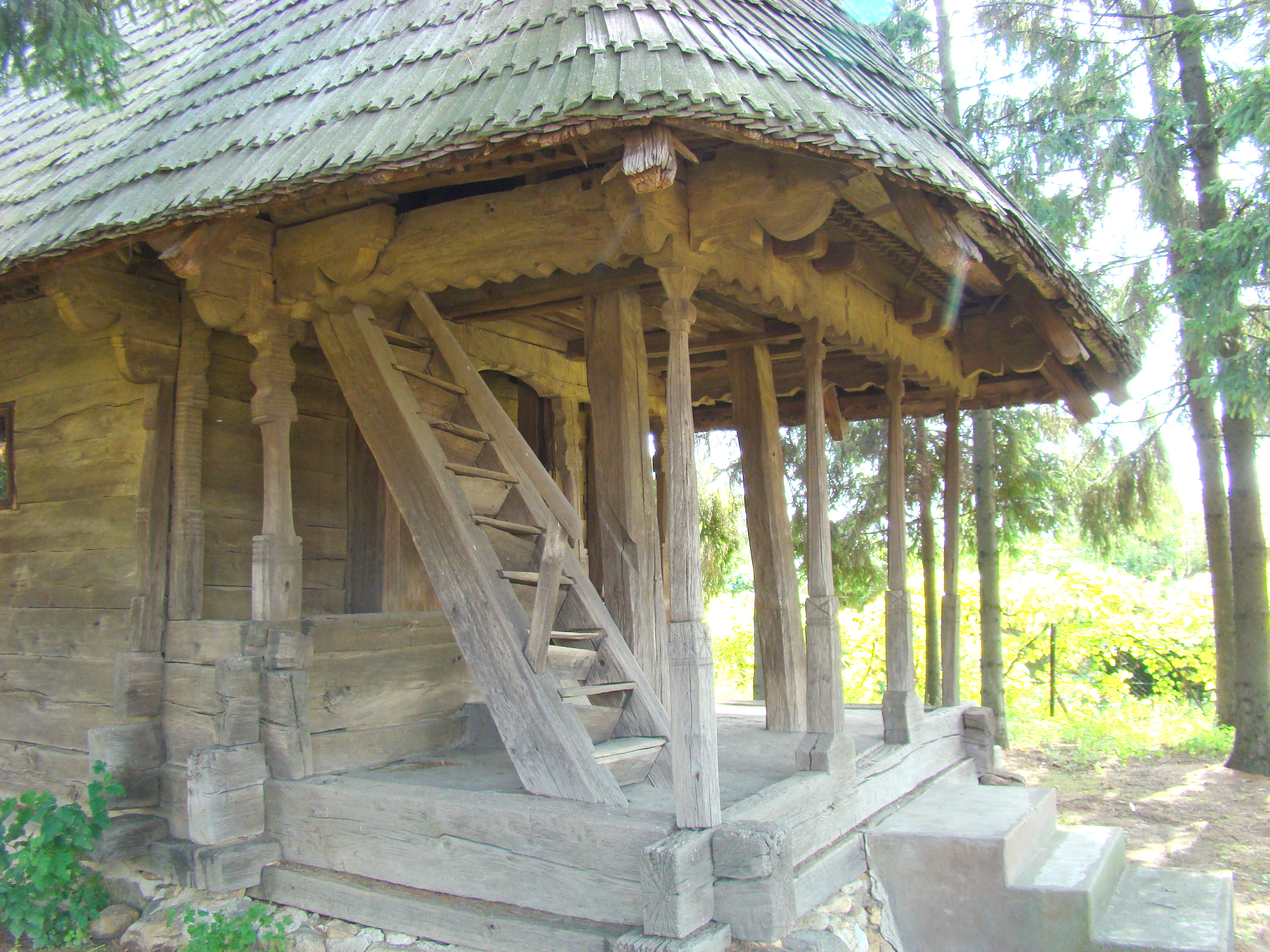
Prispa (vedere din lateral)

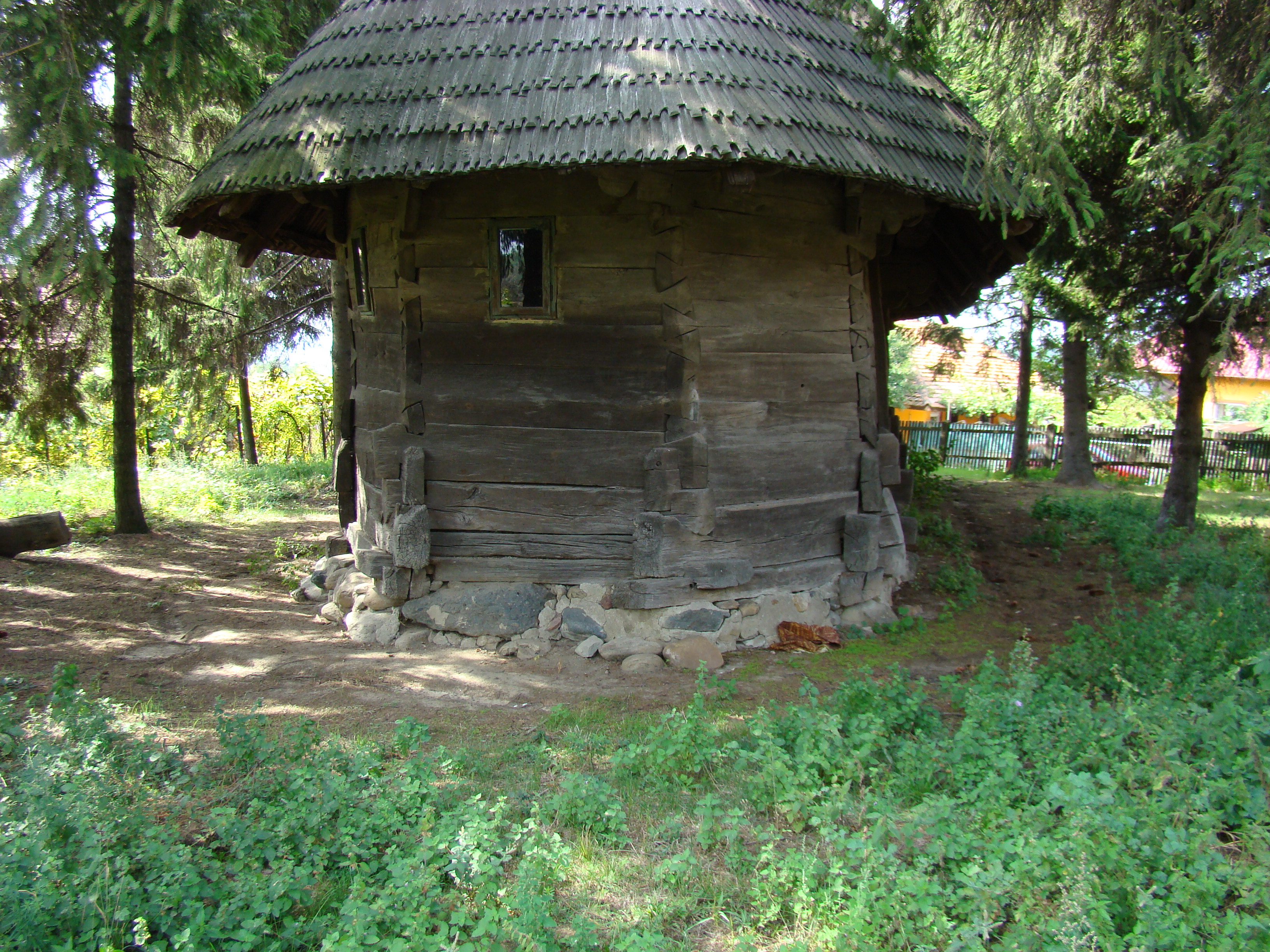
Absida altarului

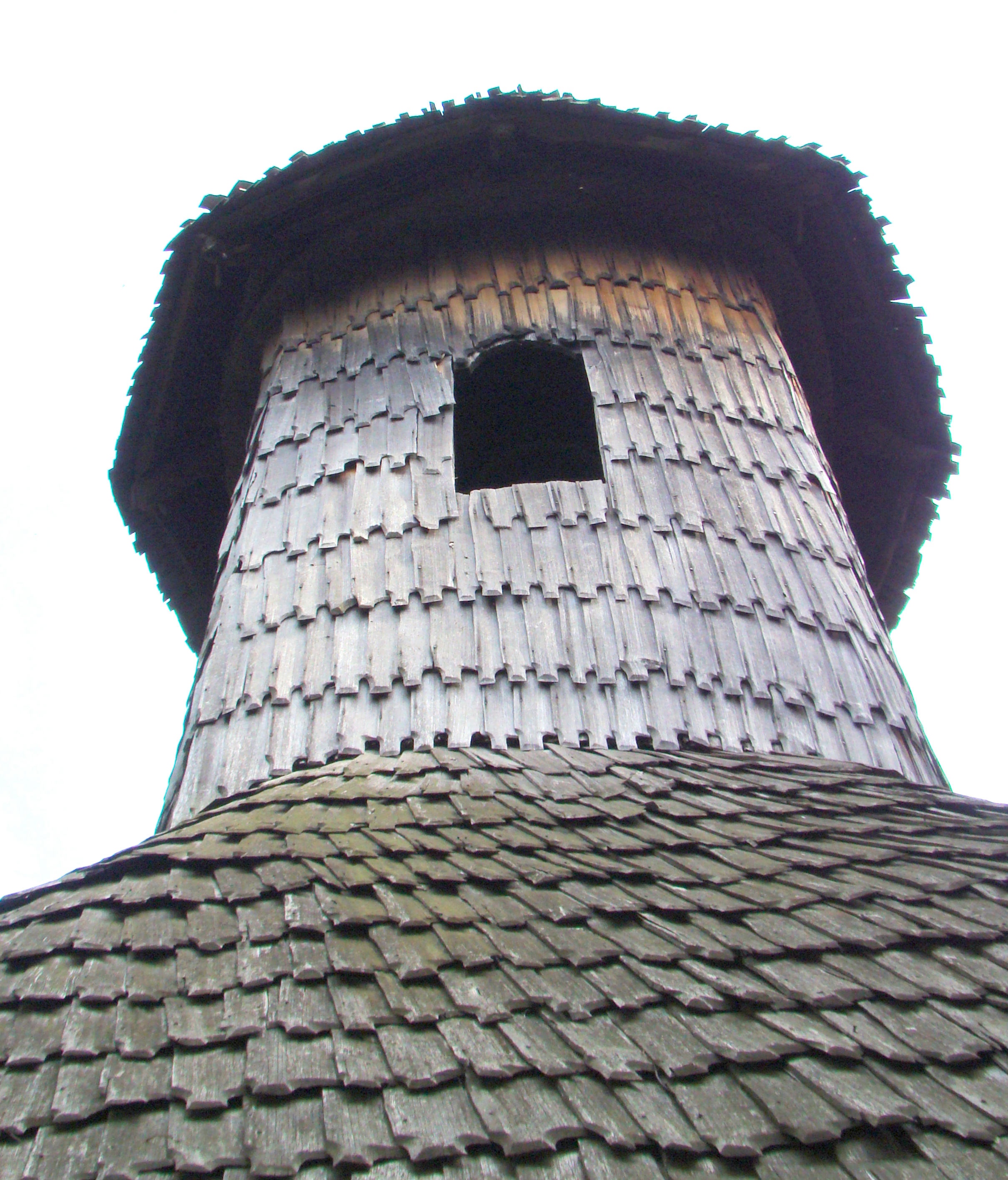
Turnul

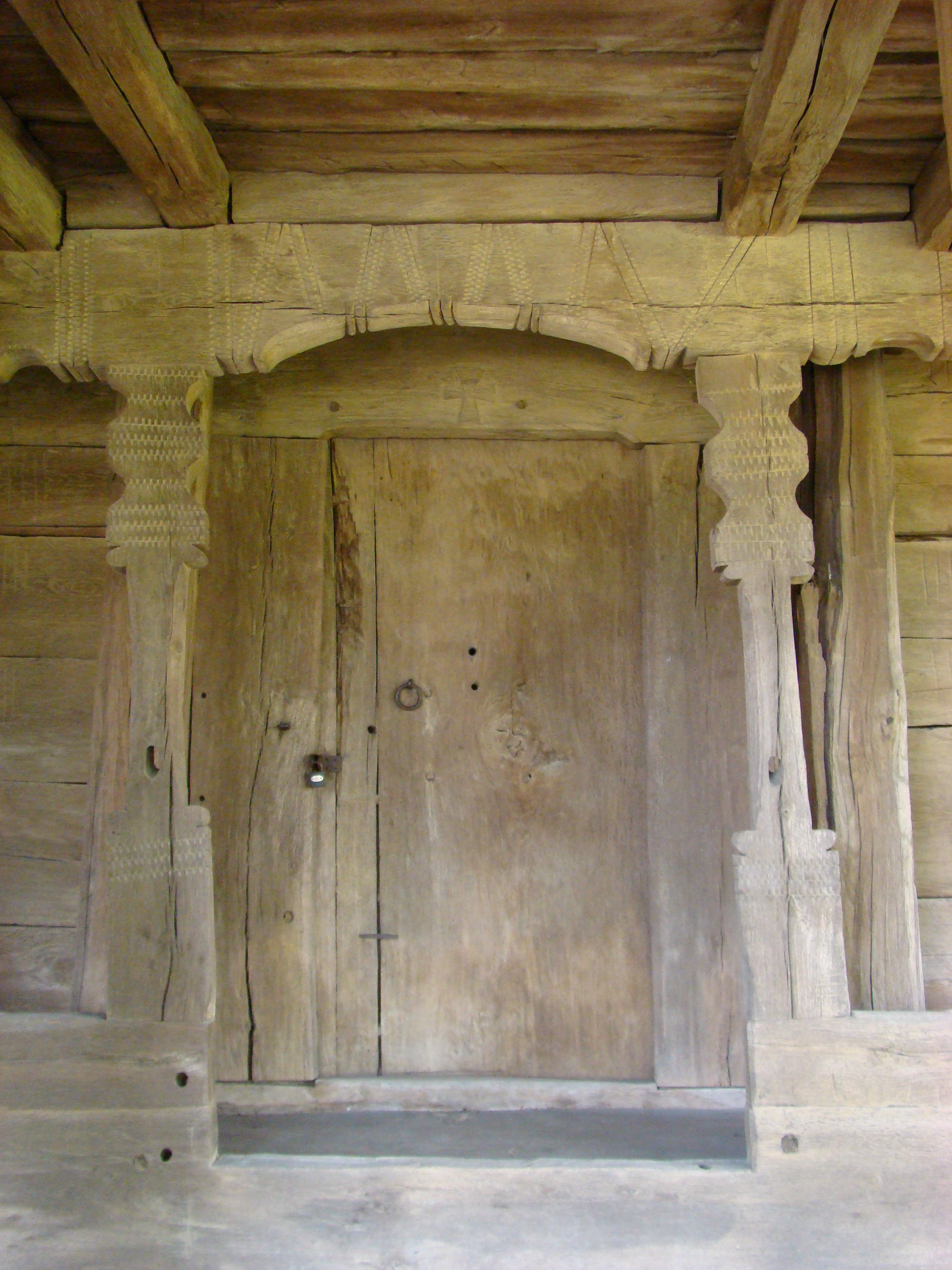
Stâlpi şi fruntar la prispă

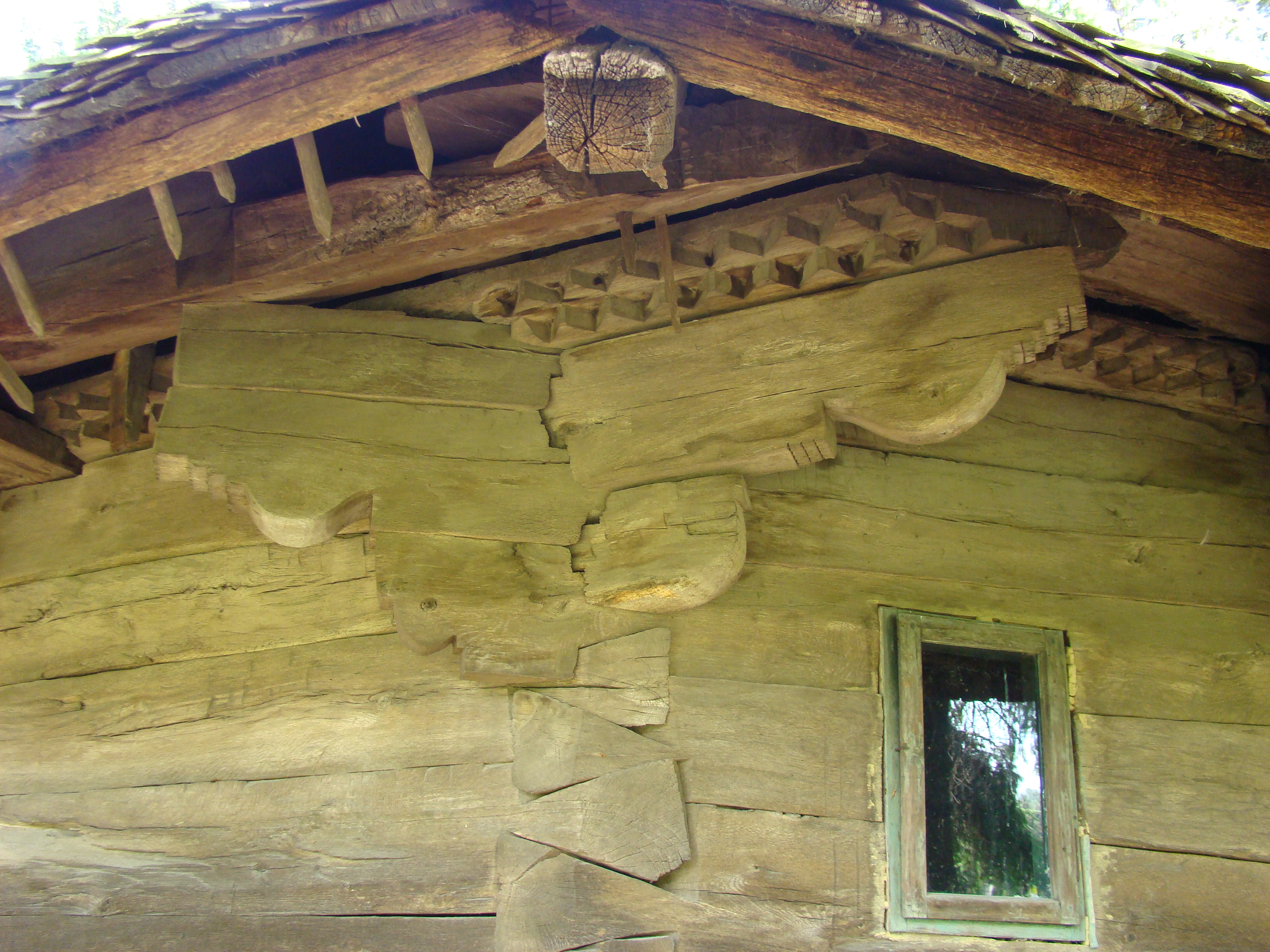
Console şi îmbinări la altar

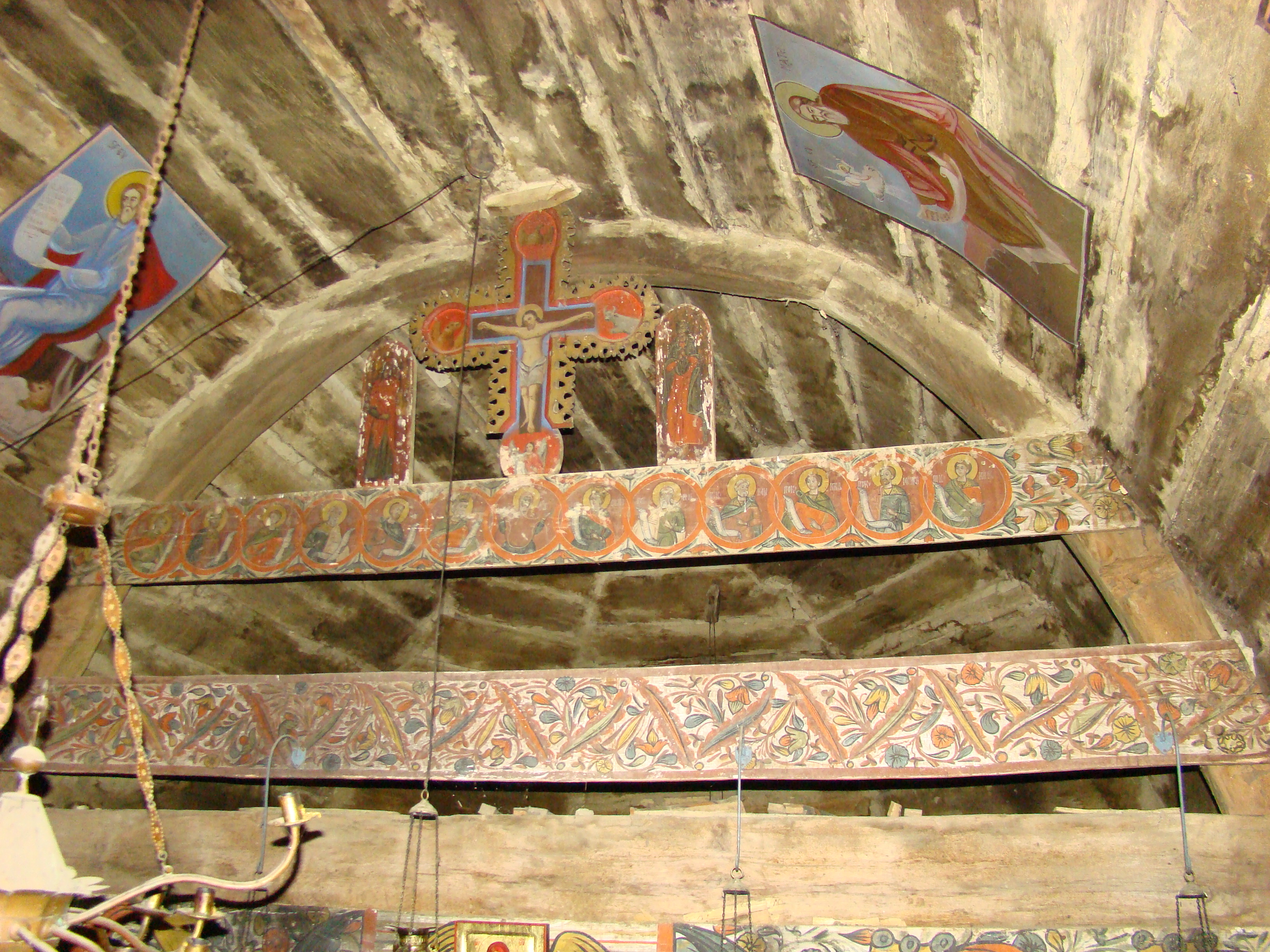
Tâmpla bisericii

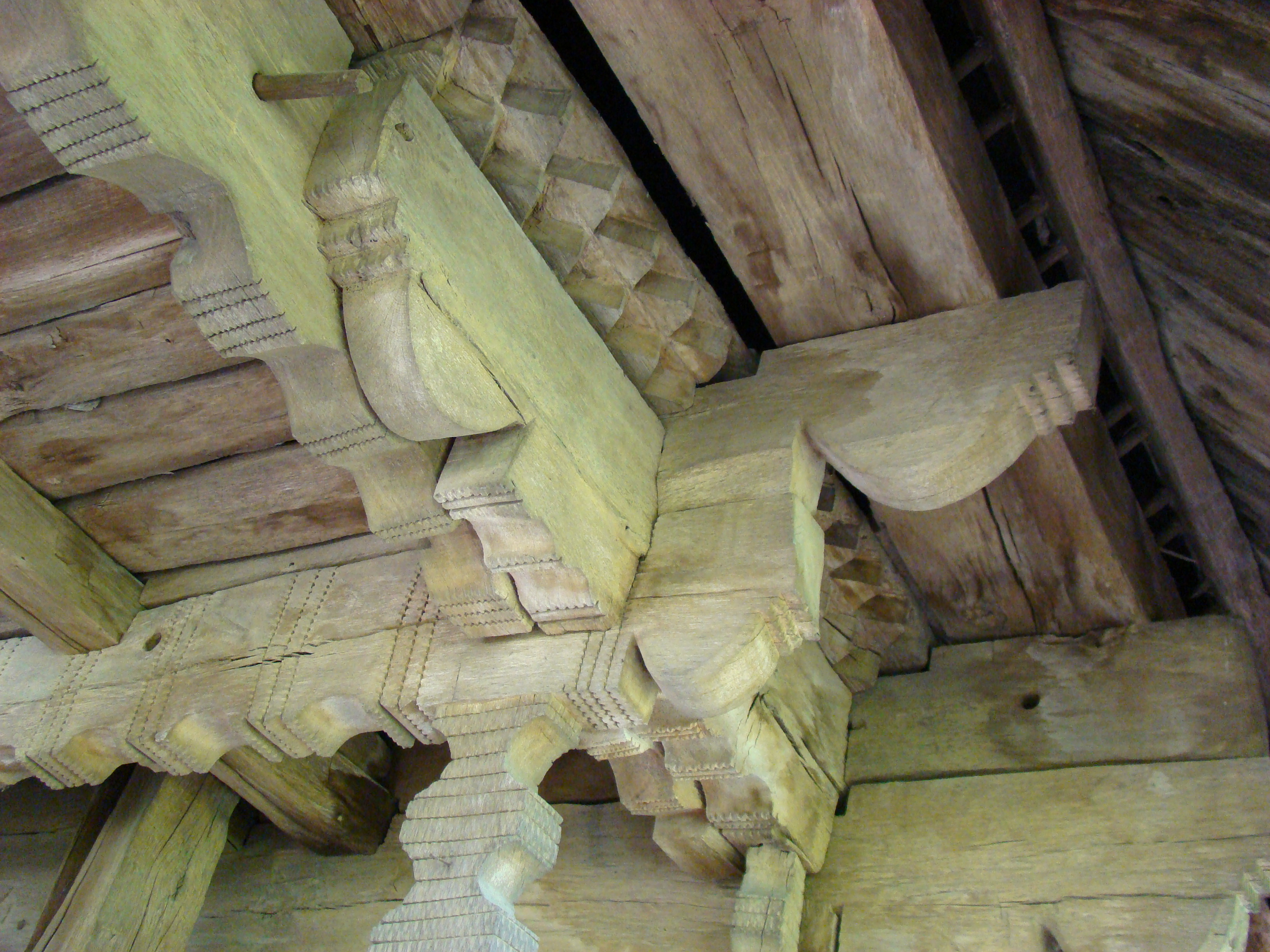
Console şi capitel de stâlp la prispă

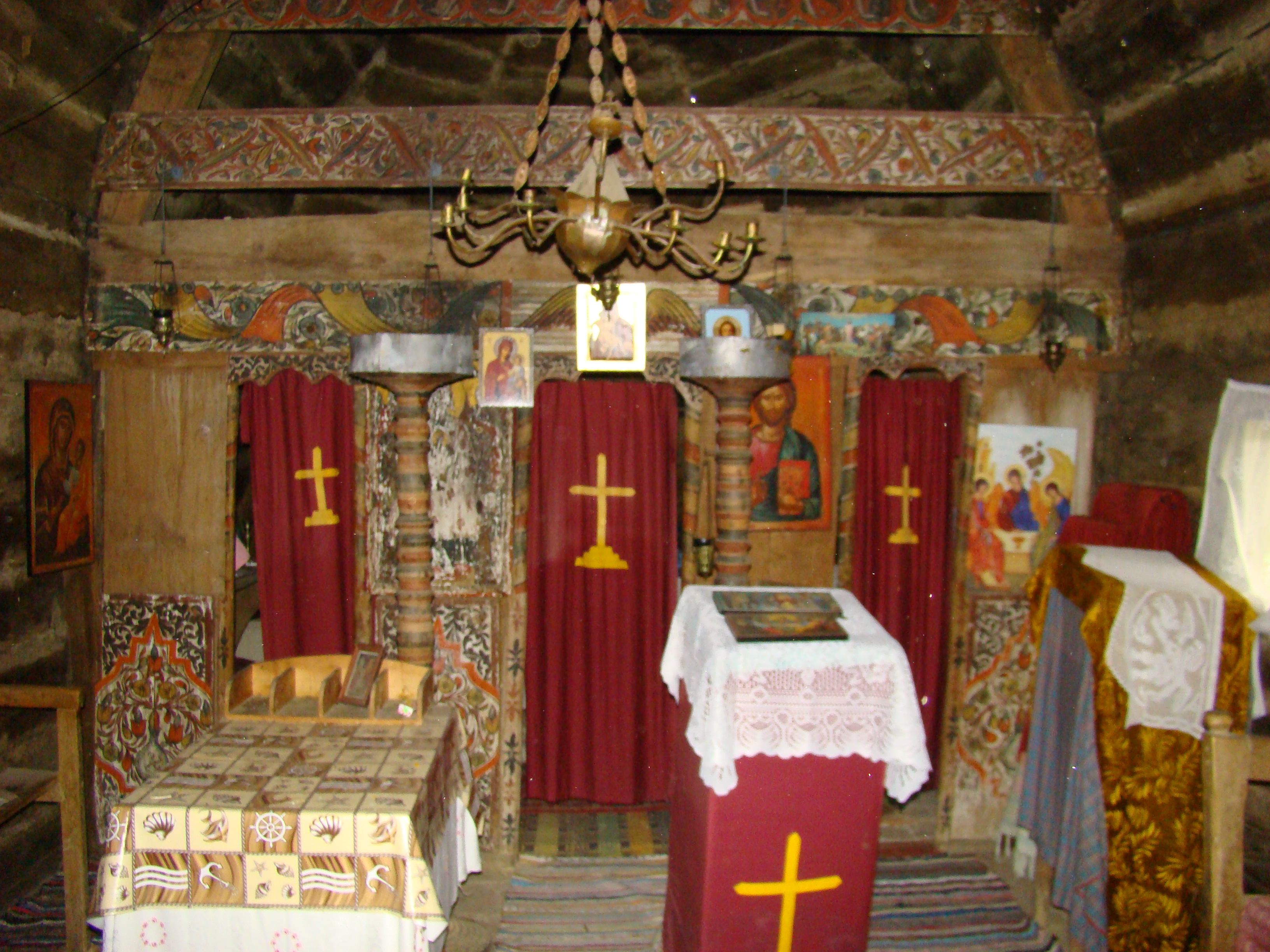
Intrările în altar

Biserica de lemn din Pișteștii din Deal, comuna Scoarța, județul Gorj, datează cu aproximație din perioada 1575-1700 . Are hramul „Sfânta Treime” (a doua zi de Rusalii). Biserica se află pe noua listă a monumentelor istorice sub codul LMI:  GJ-II-m-B-09347.

## Istoric și trăsături
Biserica este datată 1700 iunie 22, ctitori fiind popa Dumitrache și diaconul Dobre.
Forma pereților înscrie o navă dreptunghiulară, cu altarul în prelungire, poligonal, cu trei laturi.
Biserica prezintă multe trăsături arhaice: peretele plin dintre naos și pronaos, îmbinarea bârnelor, cu capetele în afară, bolta în leagăn și ochiul de lumină de doar 0,10 cm/0,10 cm.
Biserica este renumită pentru decorul ei sculptat foarte bogat: consolele, stenapii, cornișa, fruntariile și stâlpii prispei fiind crestate și înflorate.
Biserica adăpostește și un valoros patrimoniu pictat; tâmpla cuprinde ușile împărătești, cu Buna Vestire în decor arhitectural și proorocii David și Solomon, și icoanele împărătești: Deisis (cu intercesorii în spatele tronului) și Sfântul Nicolae. Lor li se adaugă icoanele din pronaos: Maria cu Pruncul, Iisus învățător, Sfântul Ioan Botezătorul, Sfânta Petca. Pictura de la Pișteștii din Deal, de la sfârșitul secolului al XVIII-lea, poate fi atribuită zugravului Constandin.

## Imagini din exterior

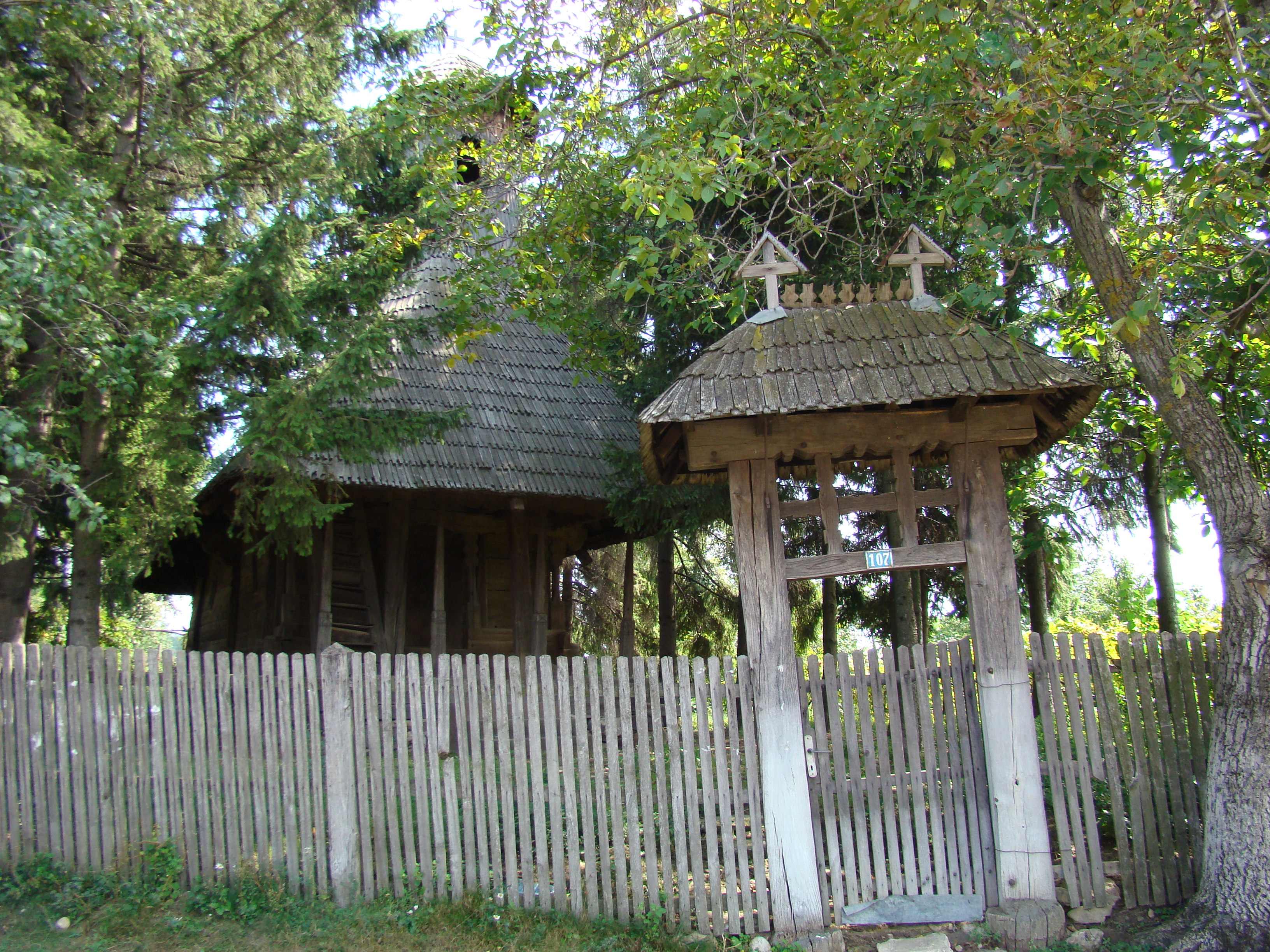
Biserica şi gardul împrejmuitor
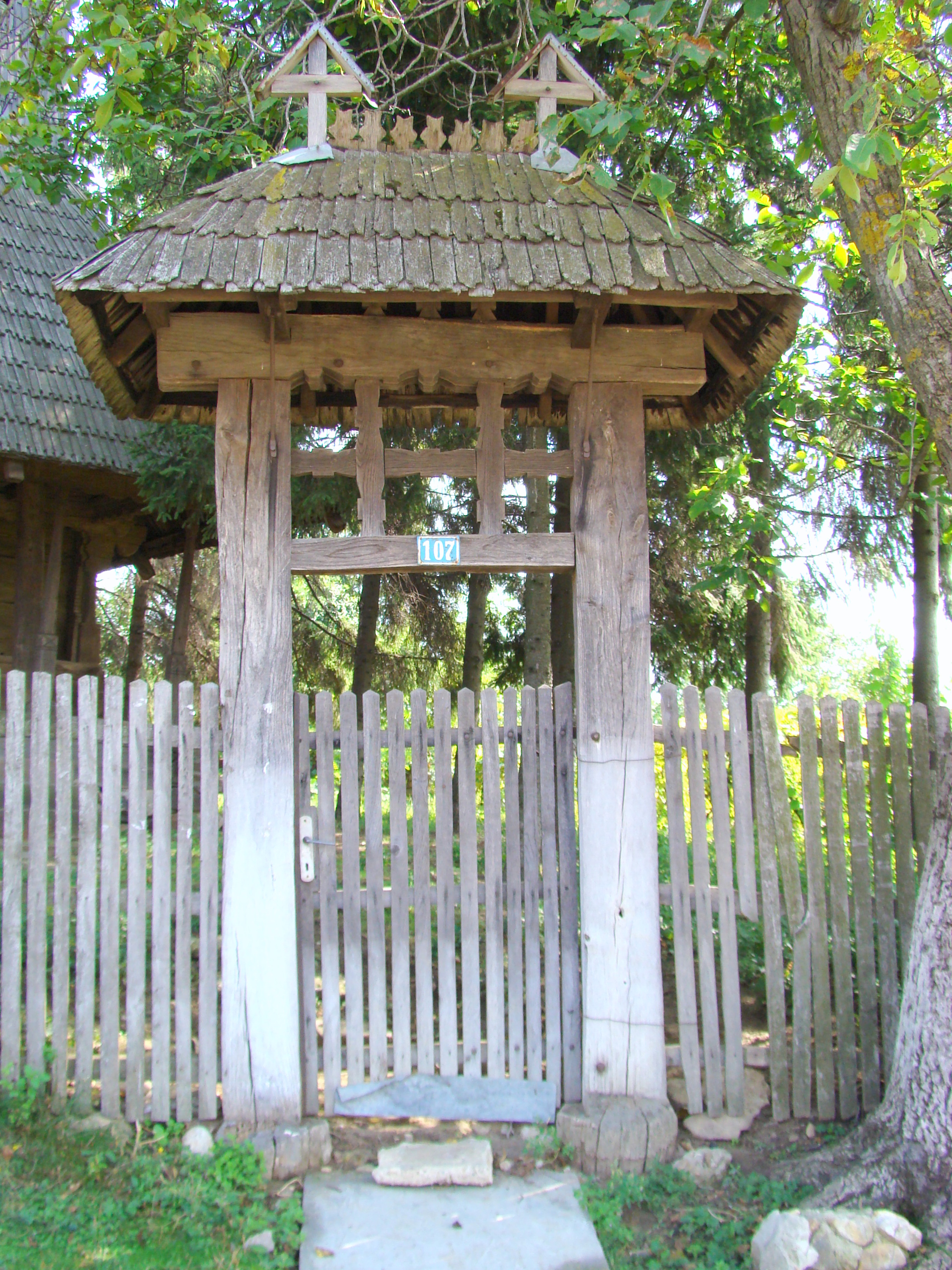
Poarta de acces în curtea bisericii
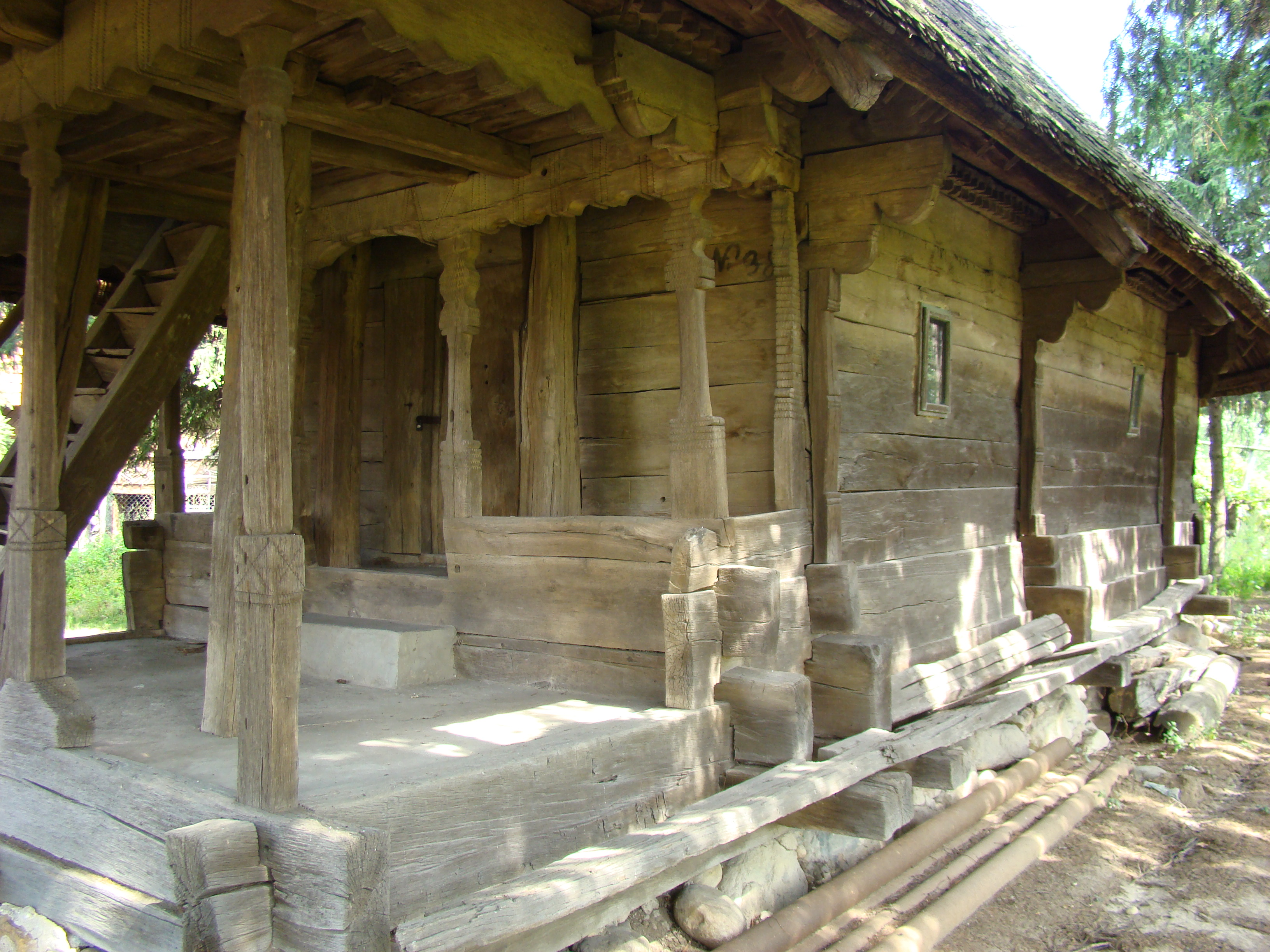
Latura de sud
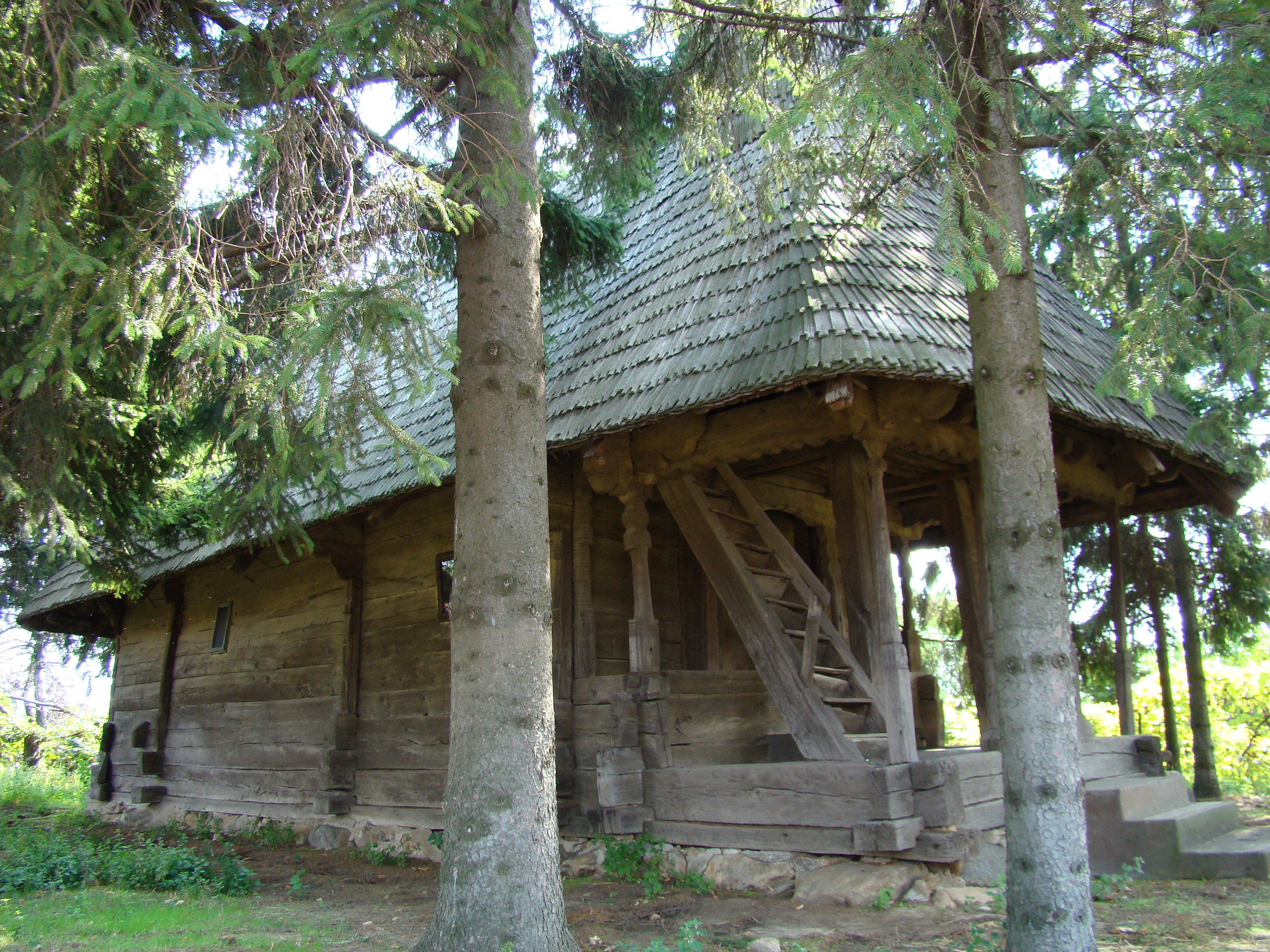
Latura de nord
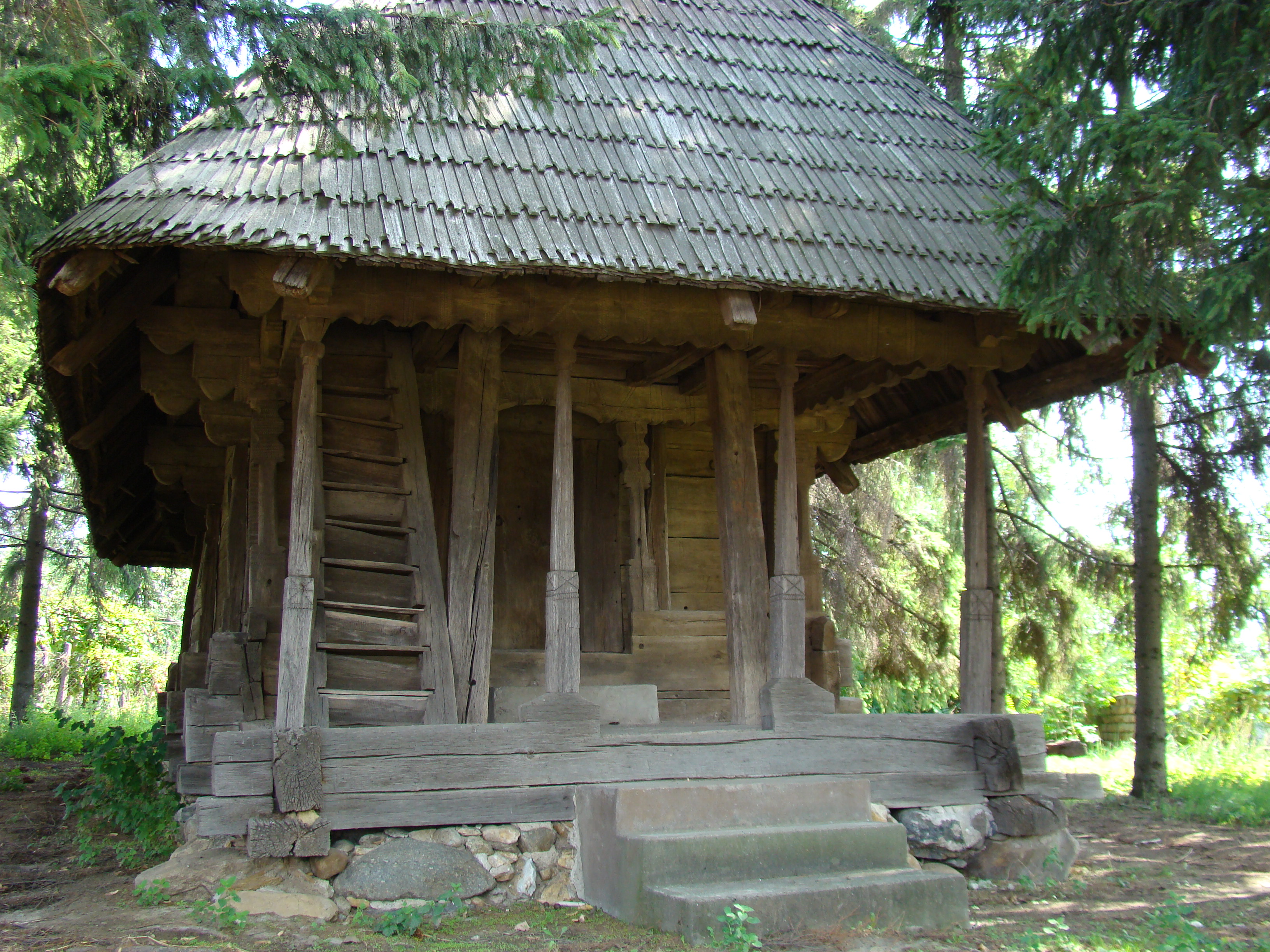
Prispa
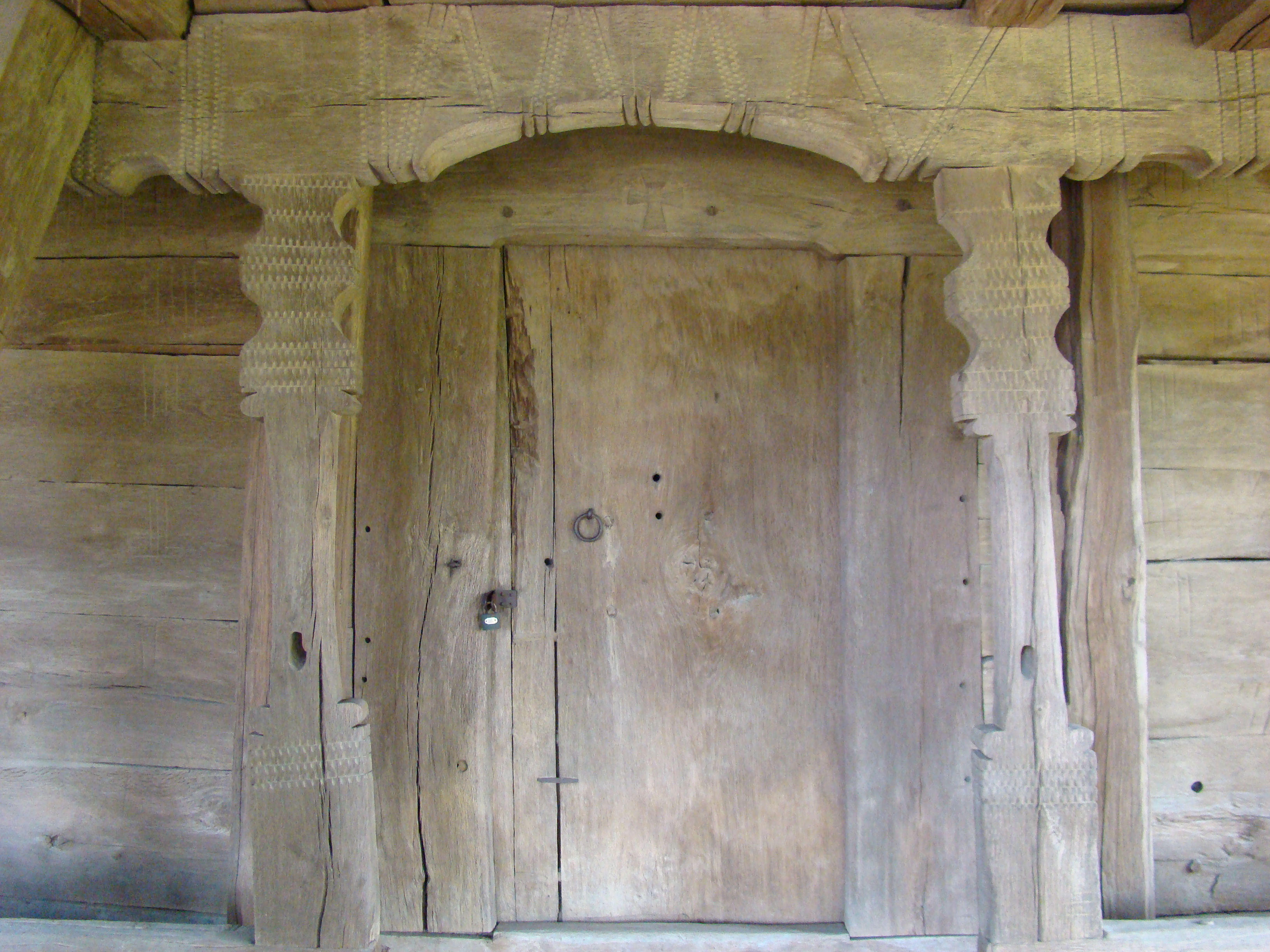
Prispa (detaliu)
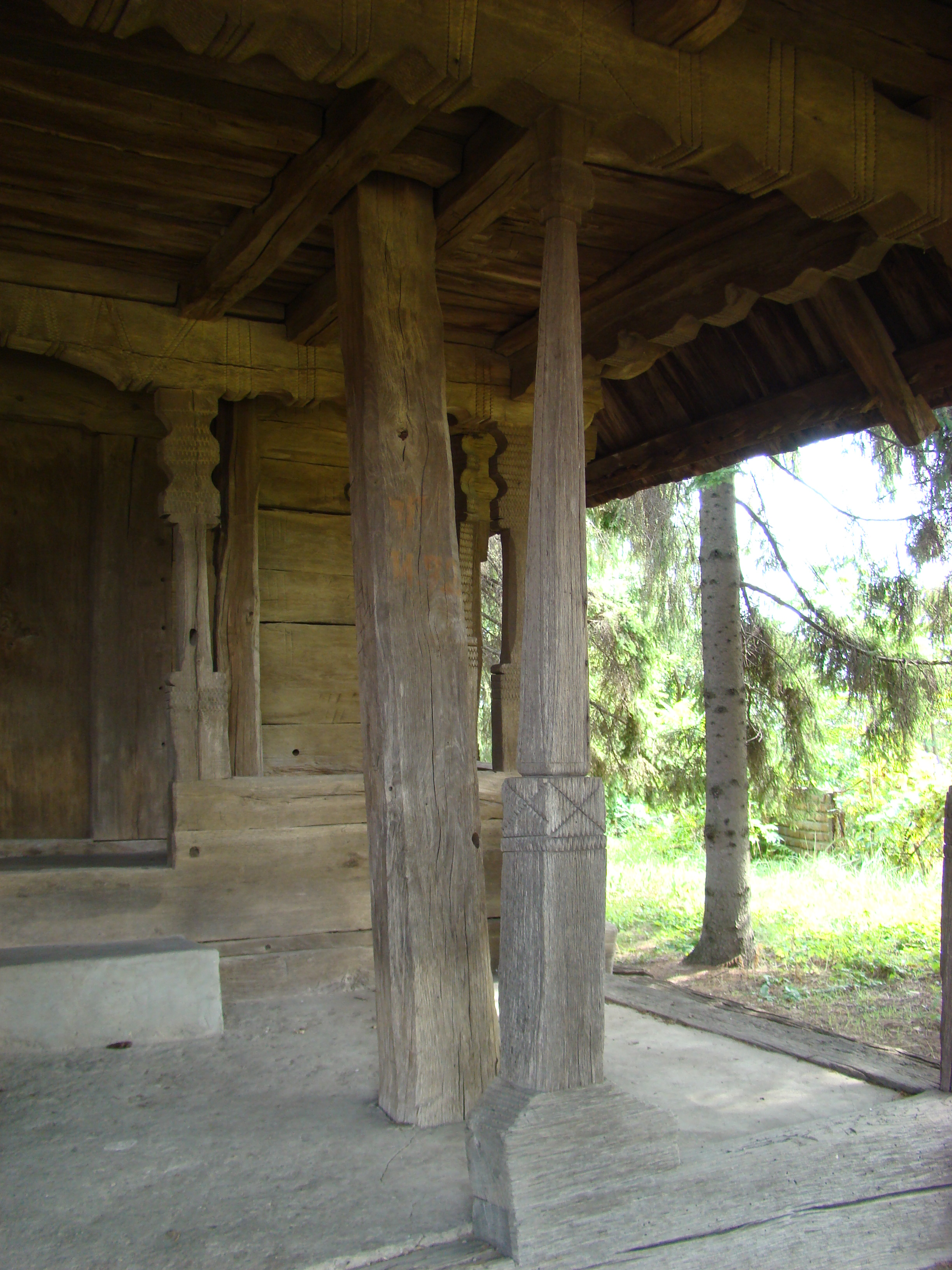
Prispa (detaliu)
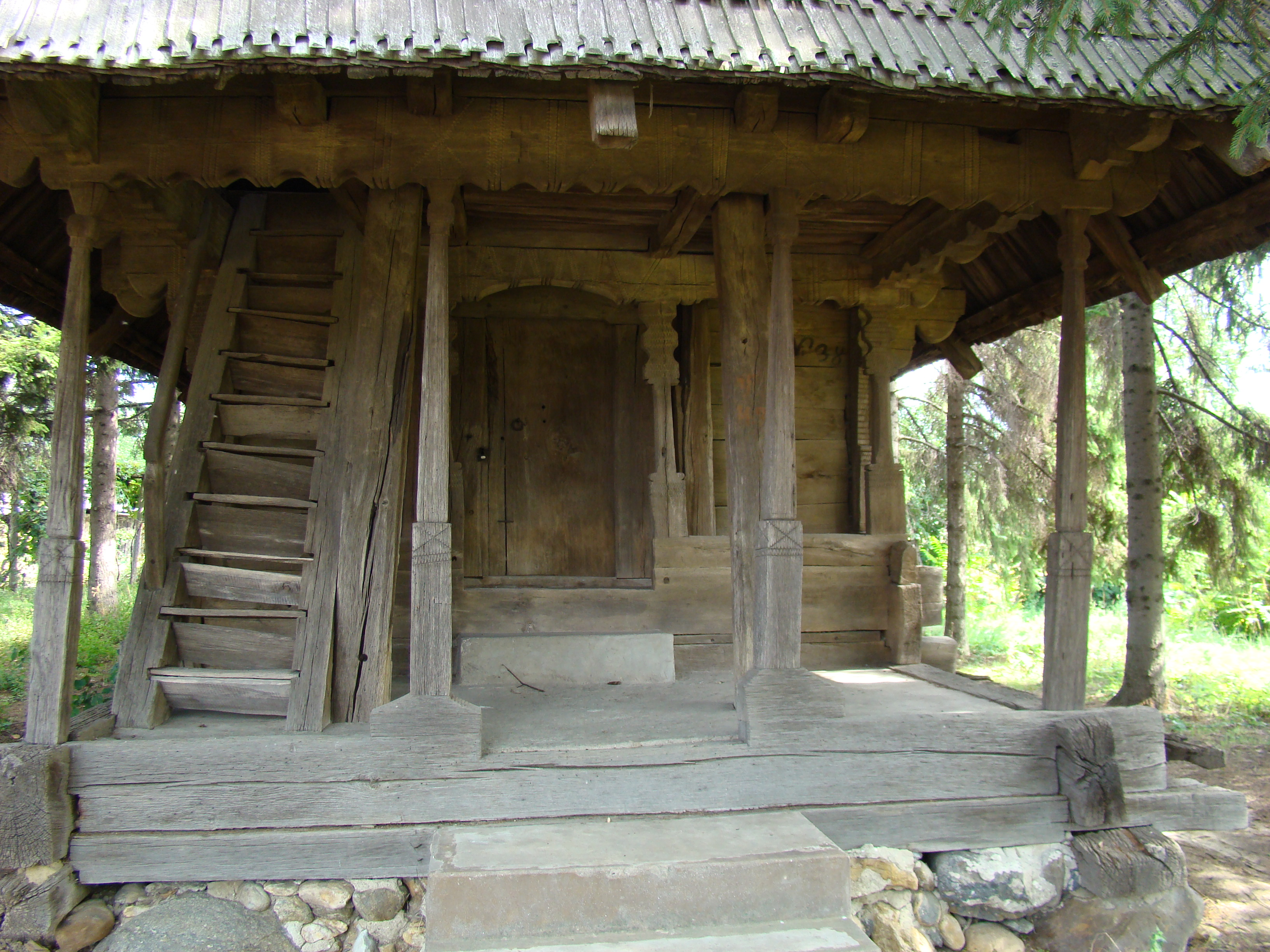
Prispa
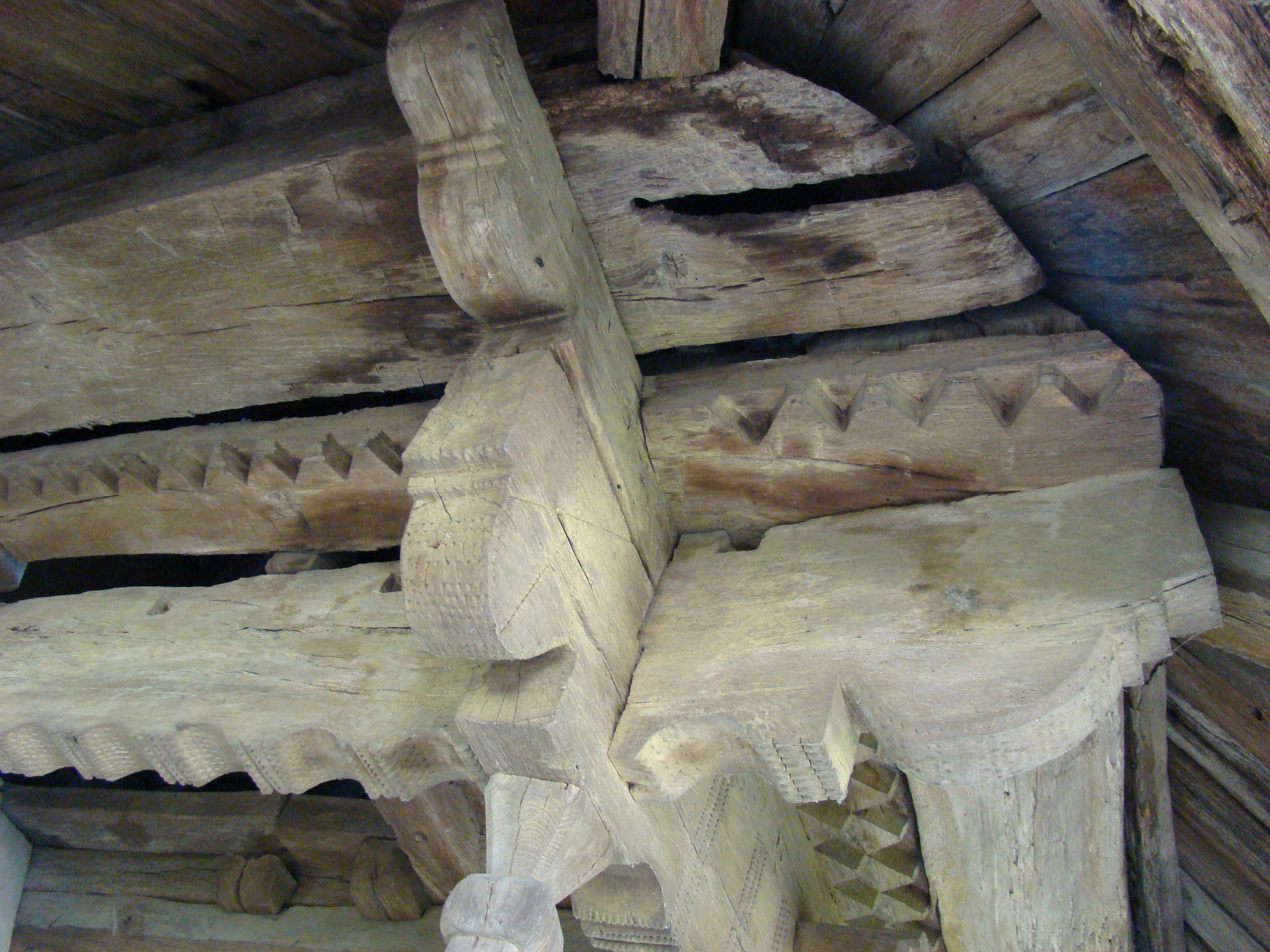
Console, fruntar, cosoroabă, bogat ornamentate
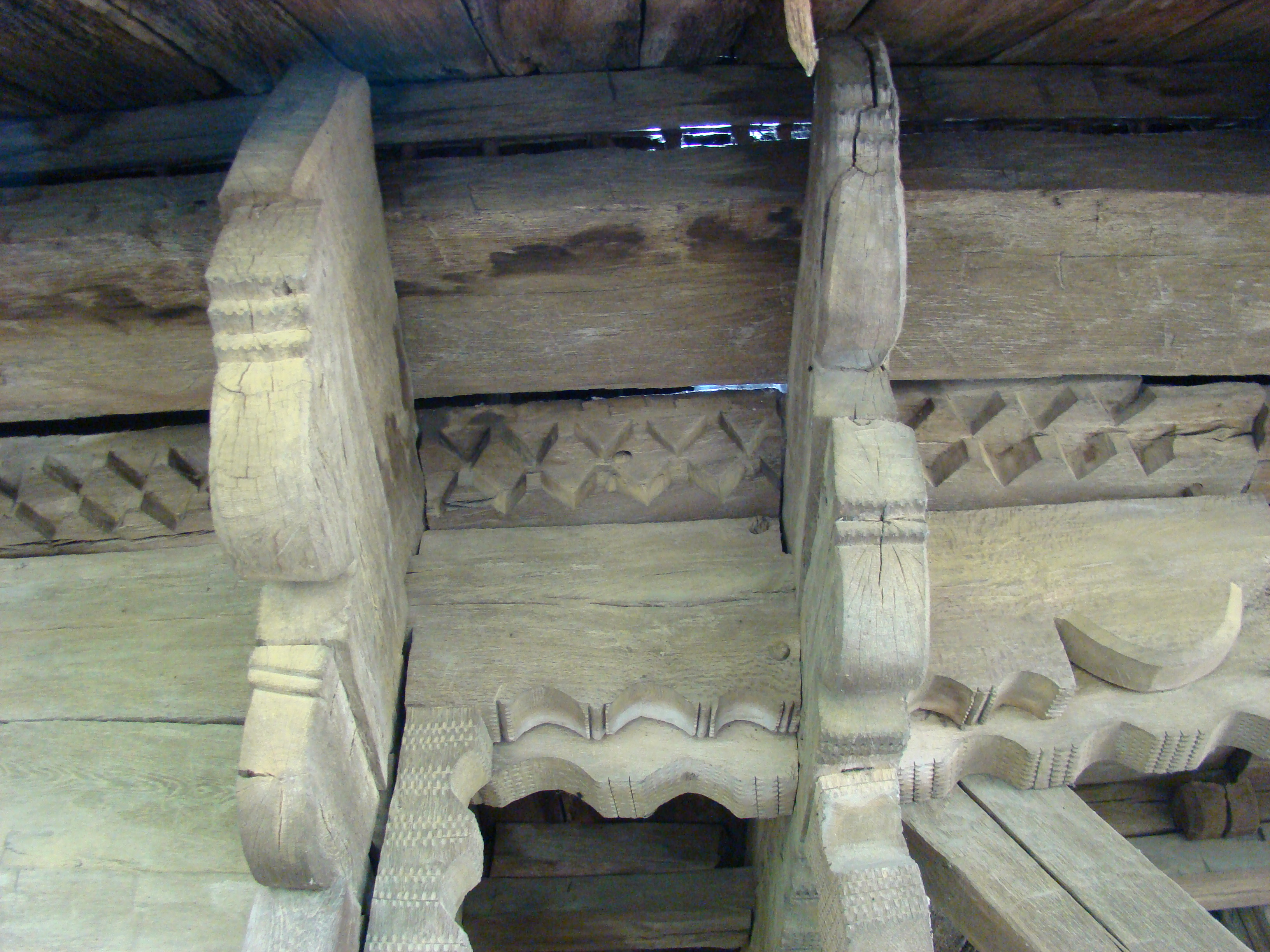
Console, fruntar, cosoroabă, bogat ornamentate
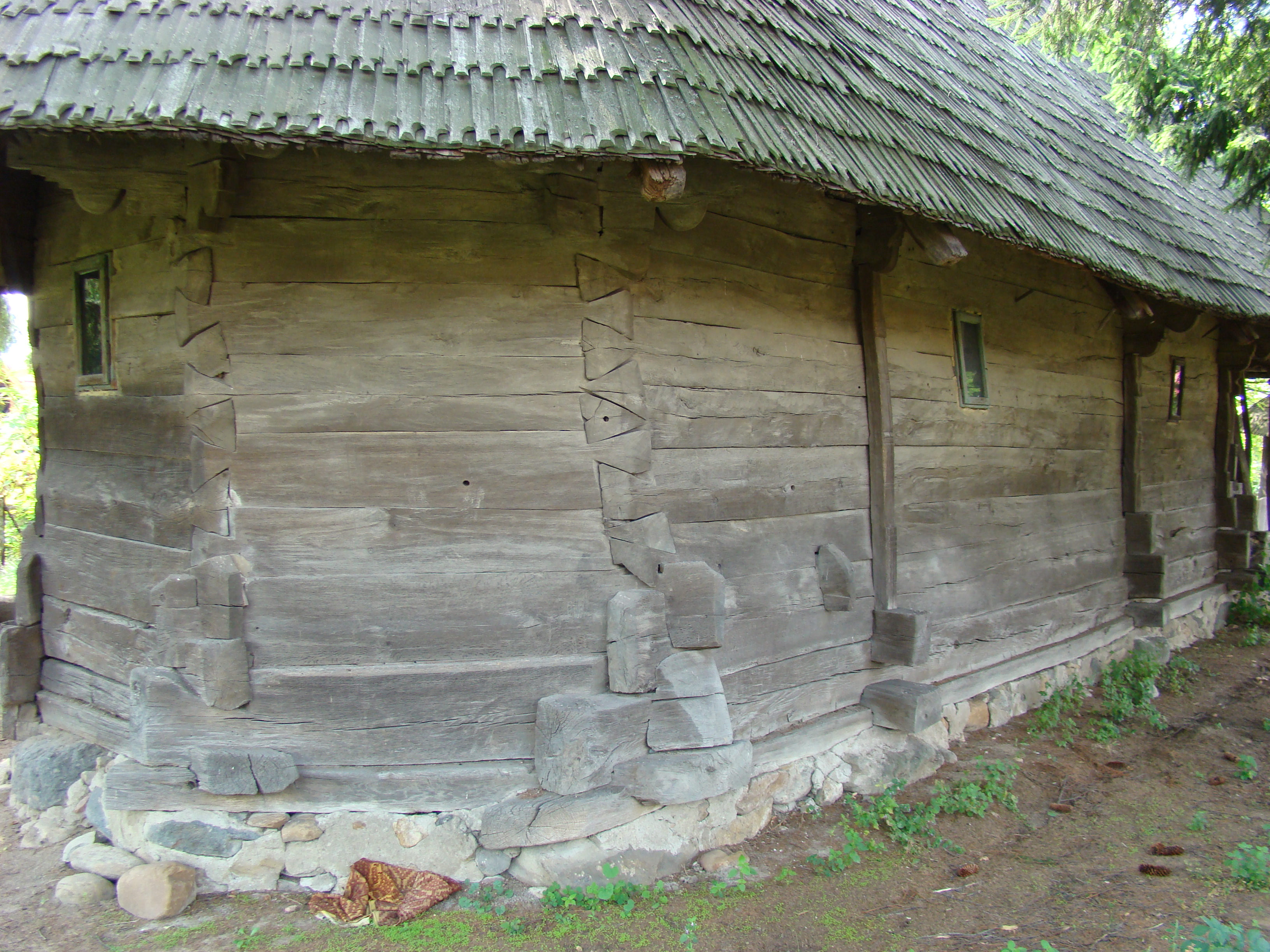
Latura de nord
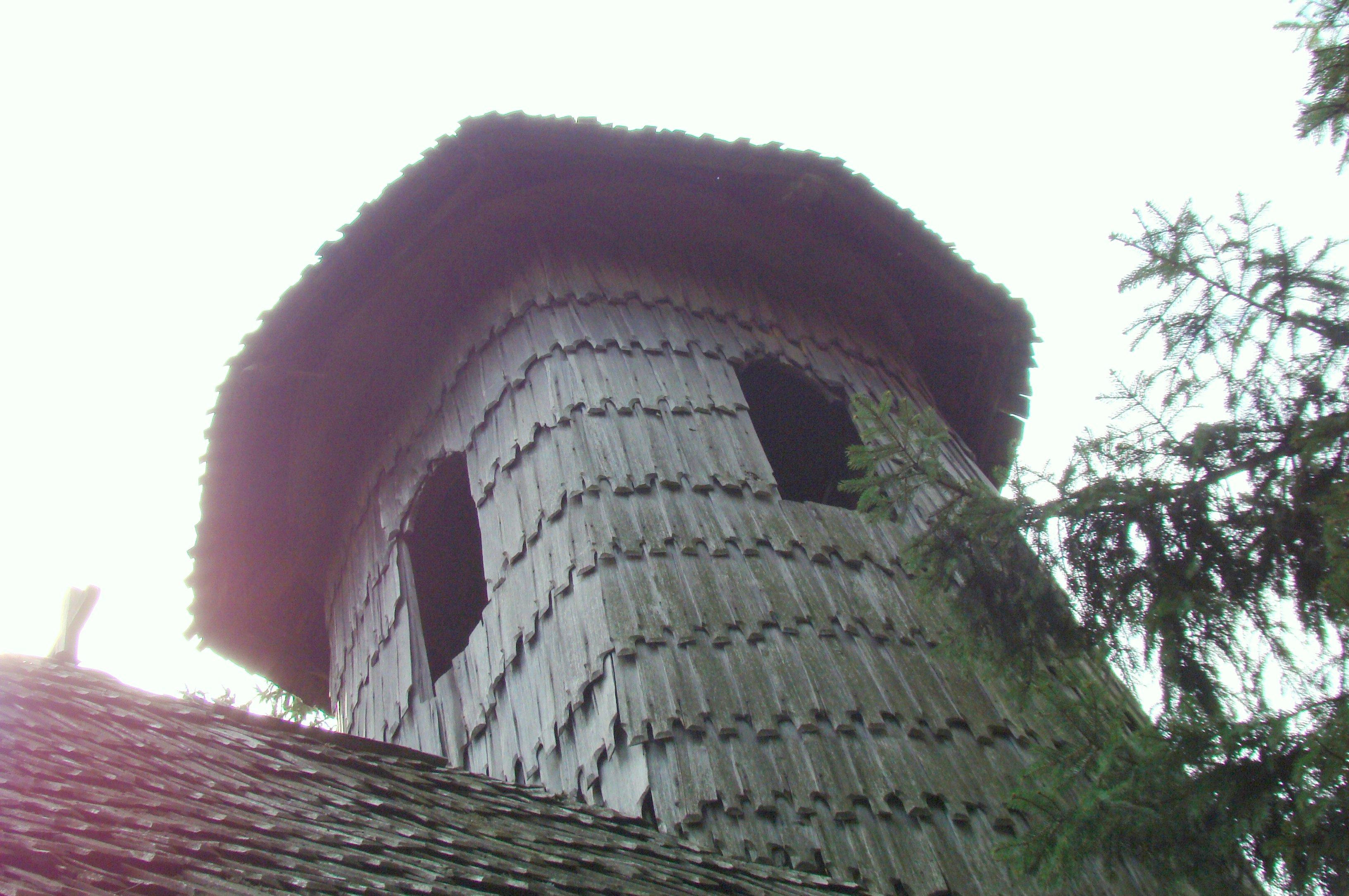
Turnul (vedere din lateral)
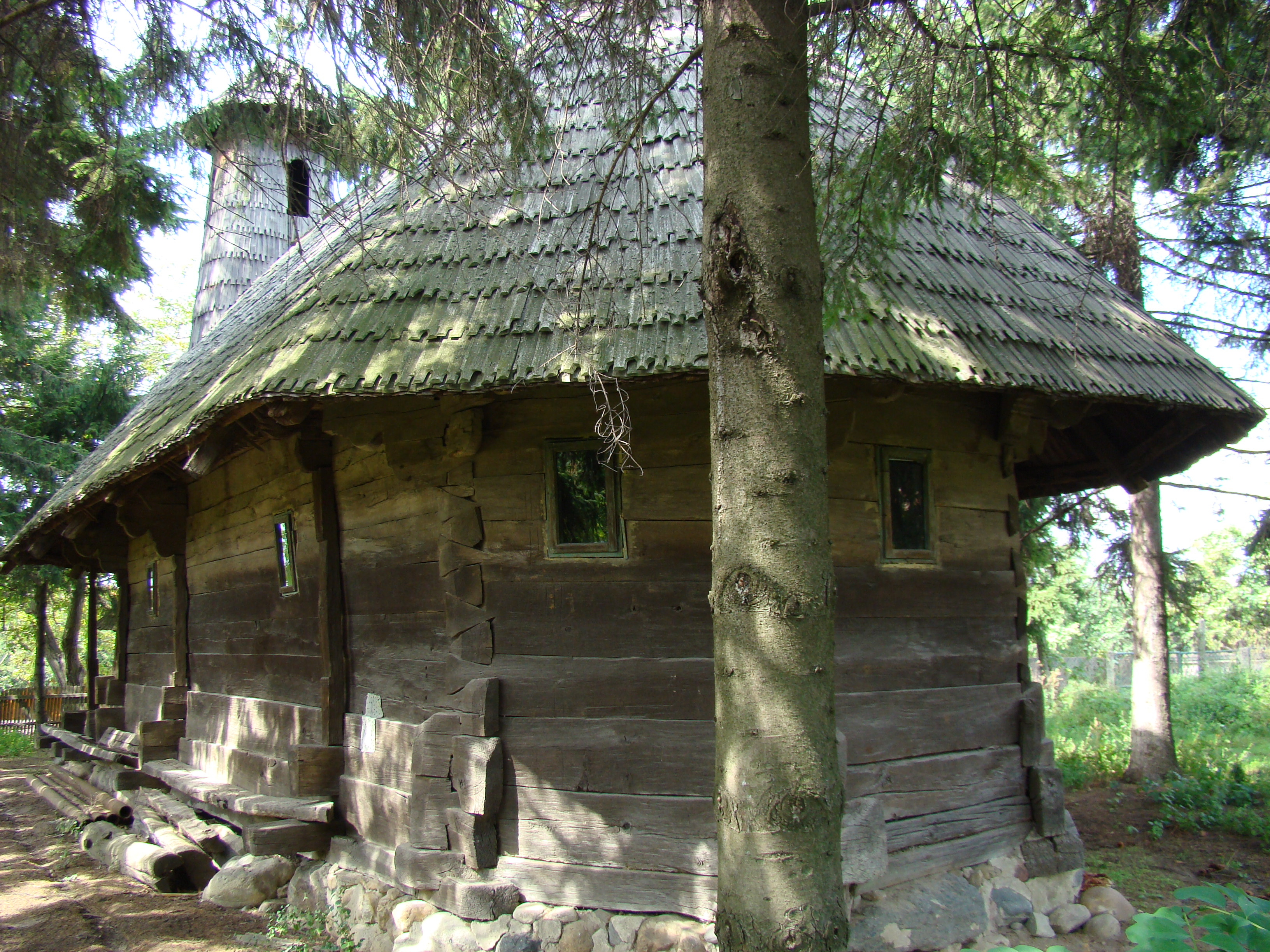
Biserica (sud-est)
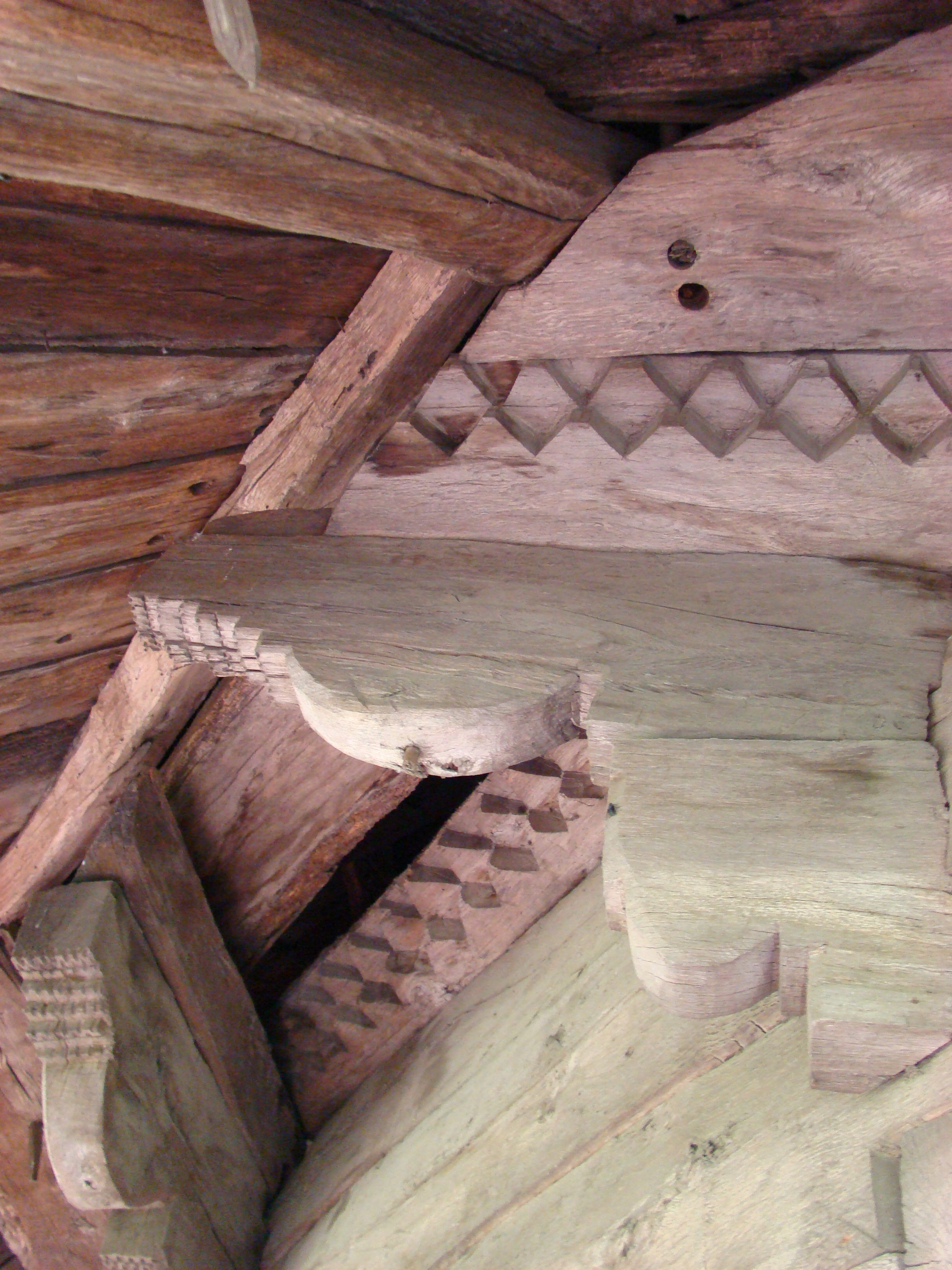
Console
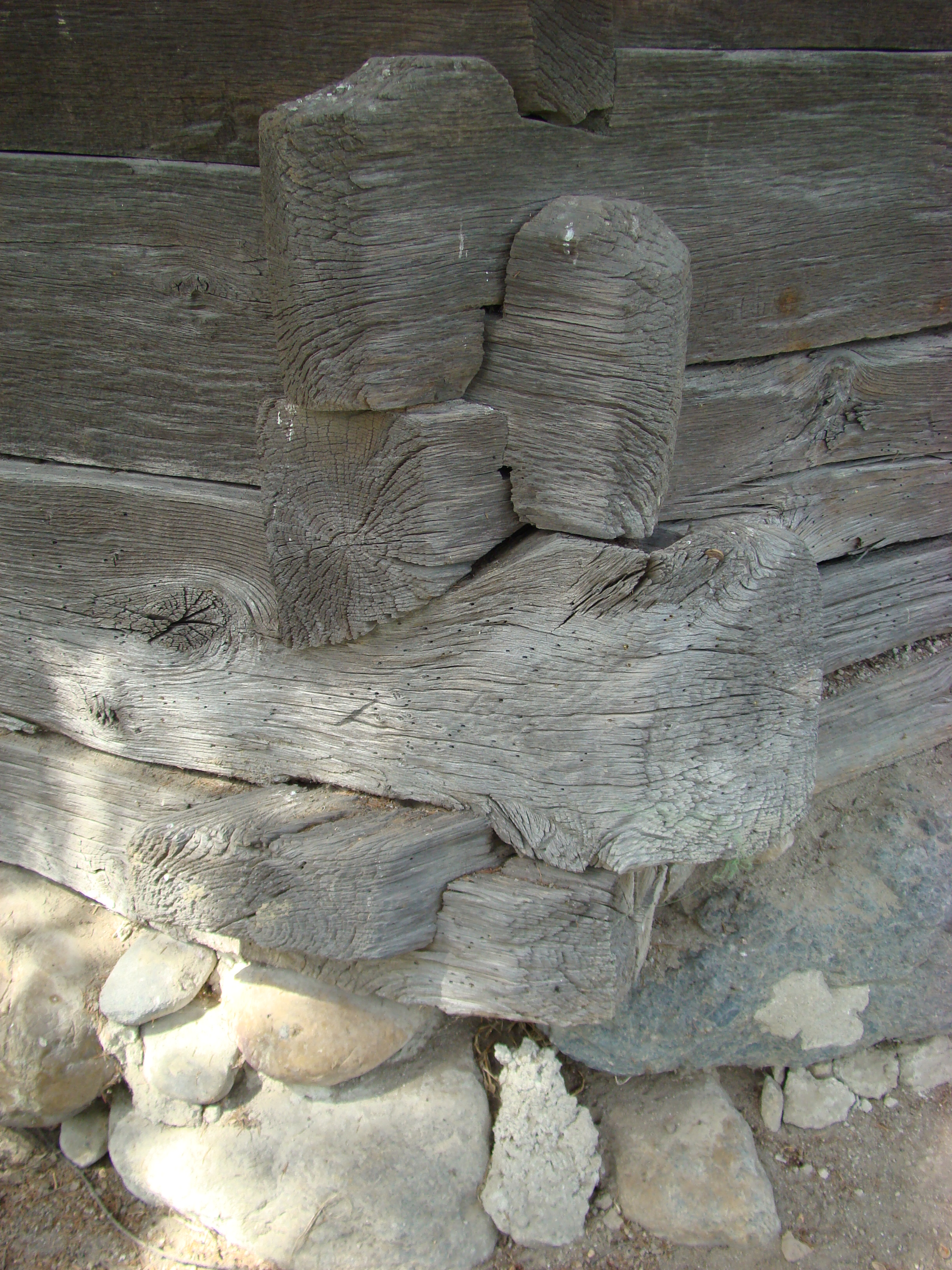
Tălpoaiele de lemn şi îmbinări
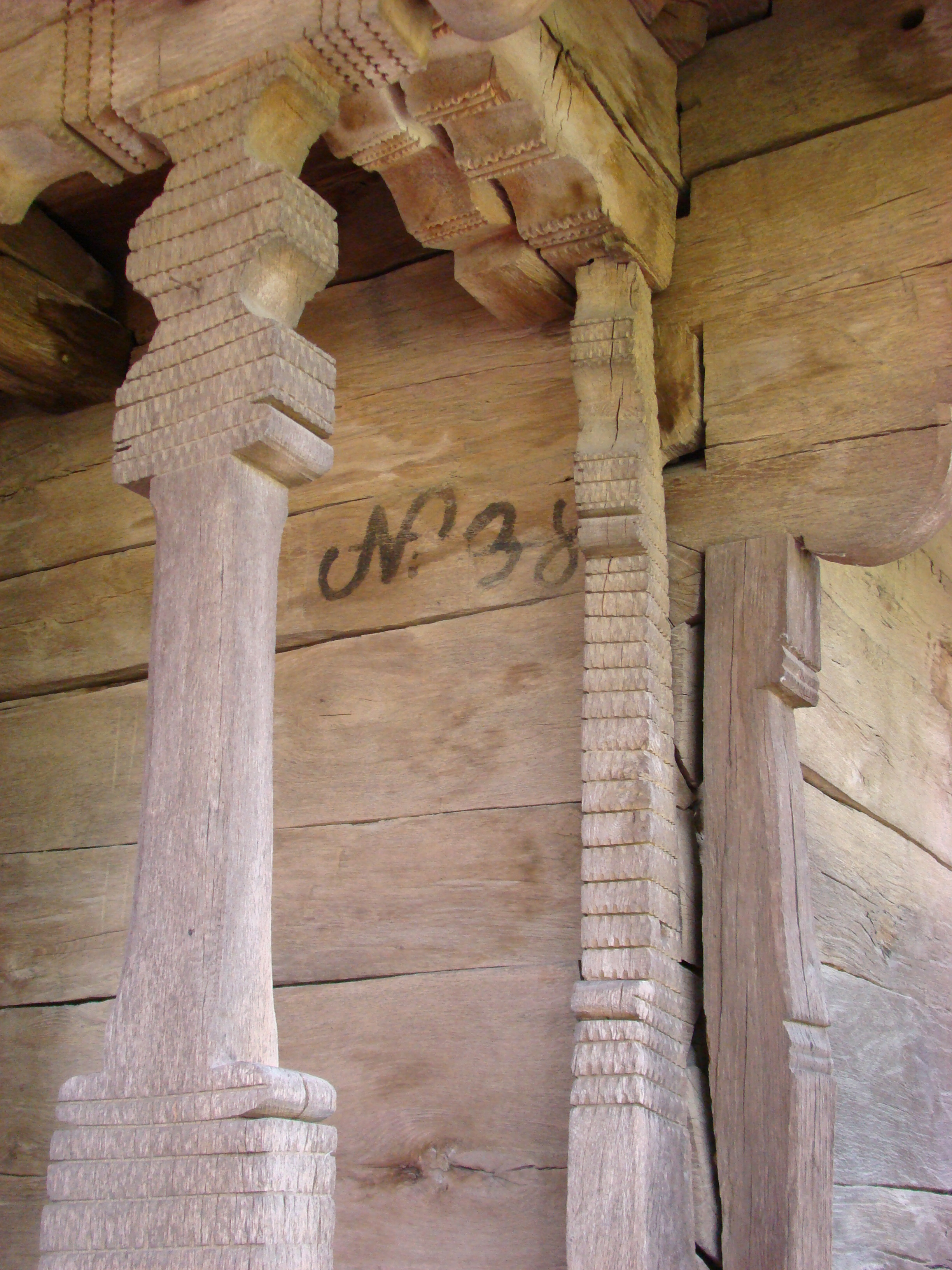
Stâlp şi stenap la pridvor
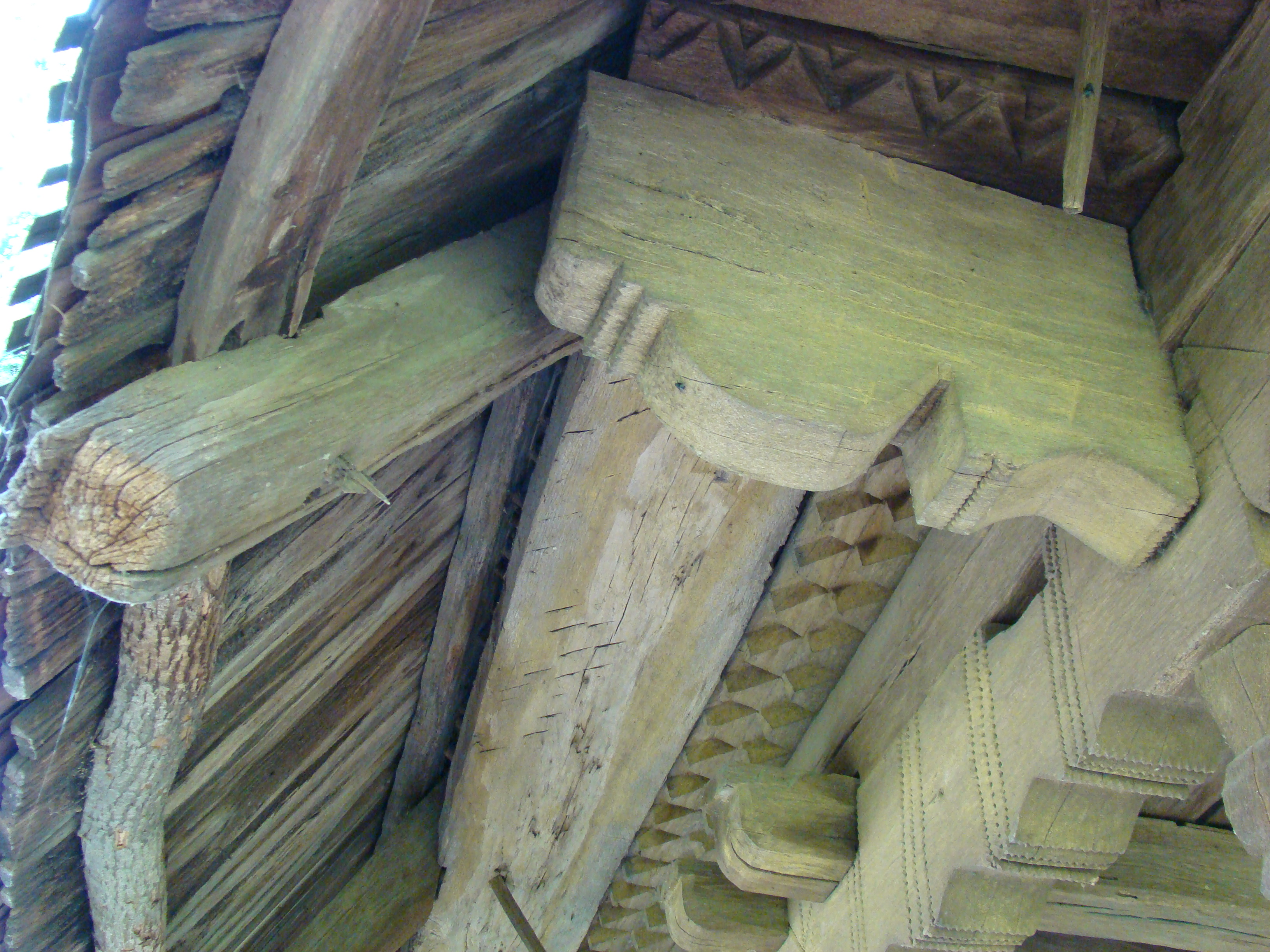
Consolă şi cosoroaba sub streaşină
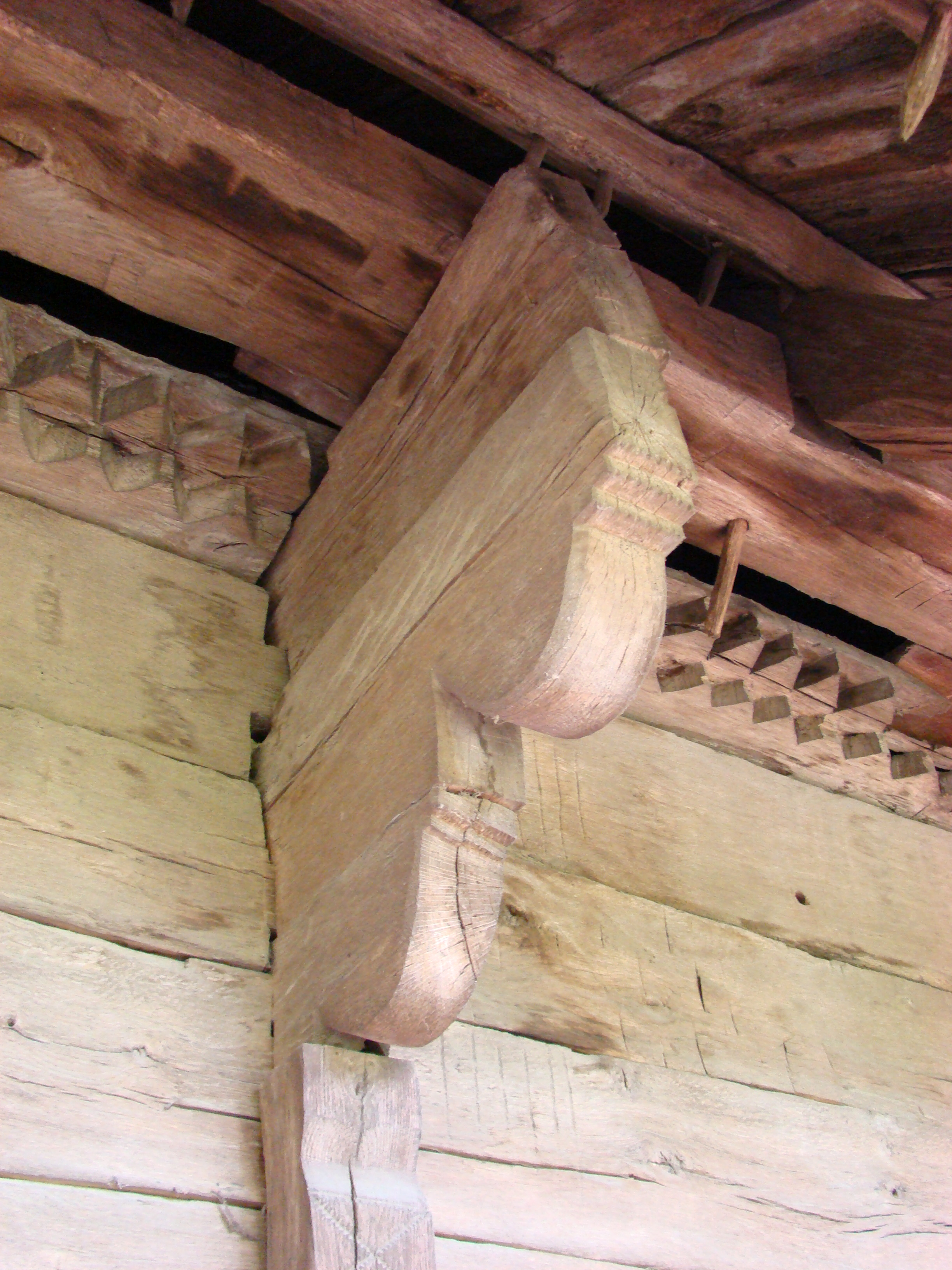
Consolă şi cosoroaba sub streaşină
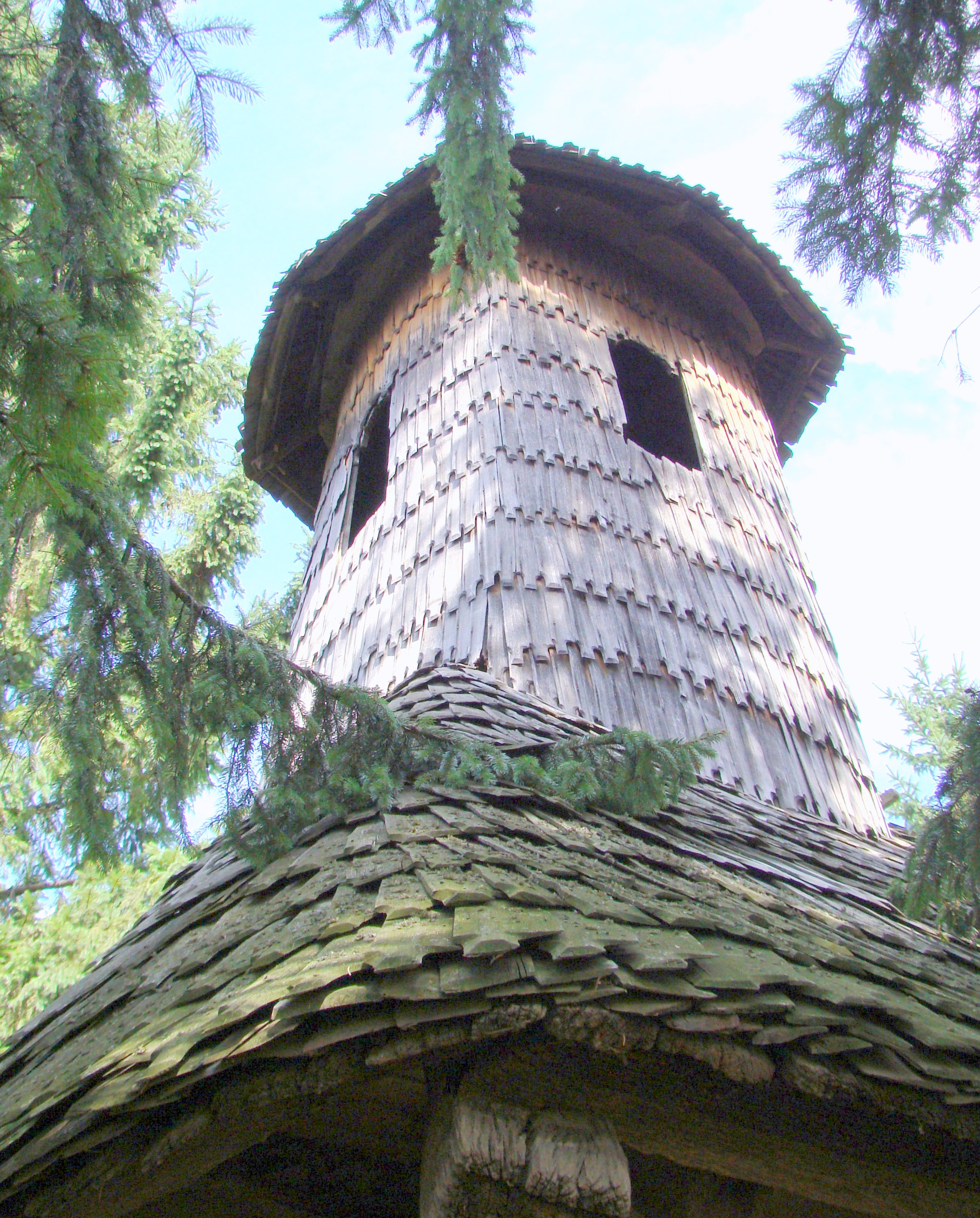
Turnul
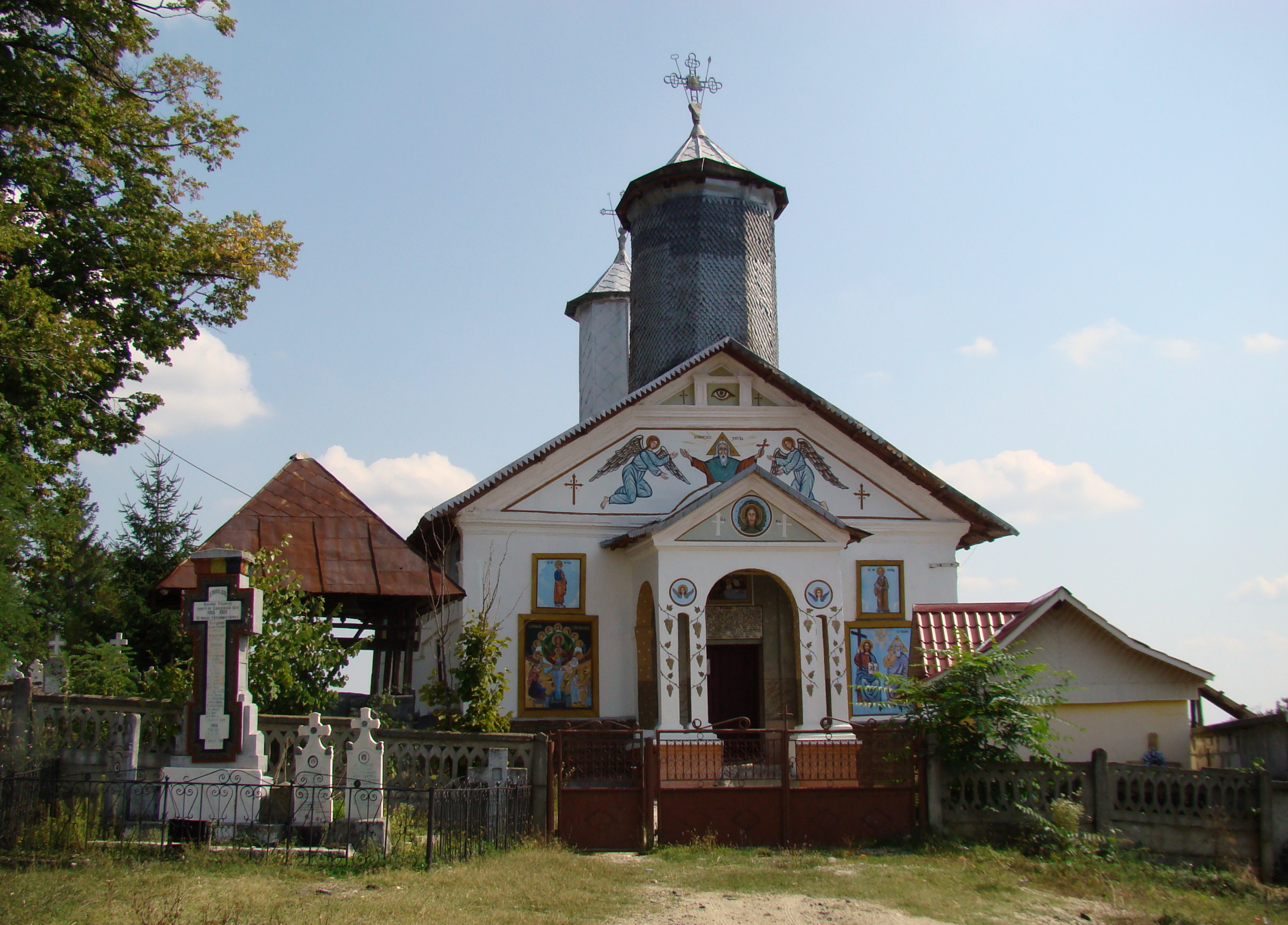
Biserica de zid şi monumentul eroilor

## Imagini din interior

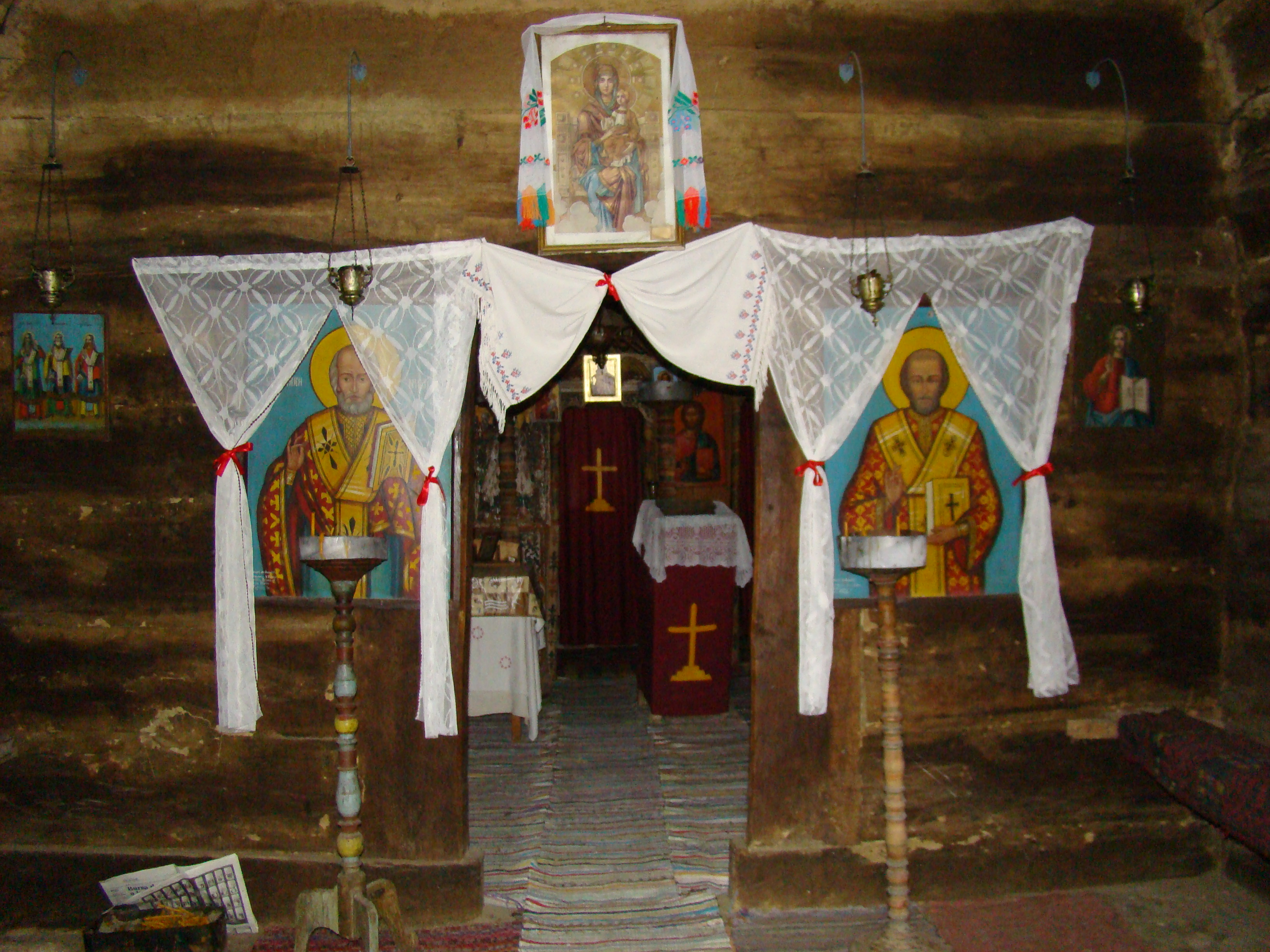
În pronaosul bisericii
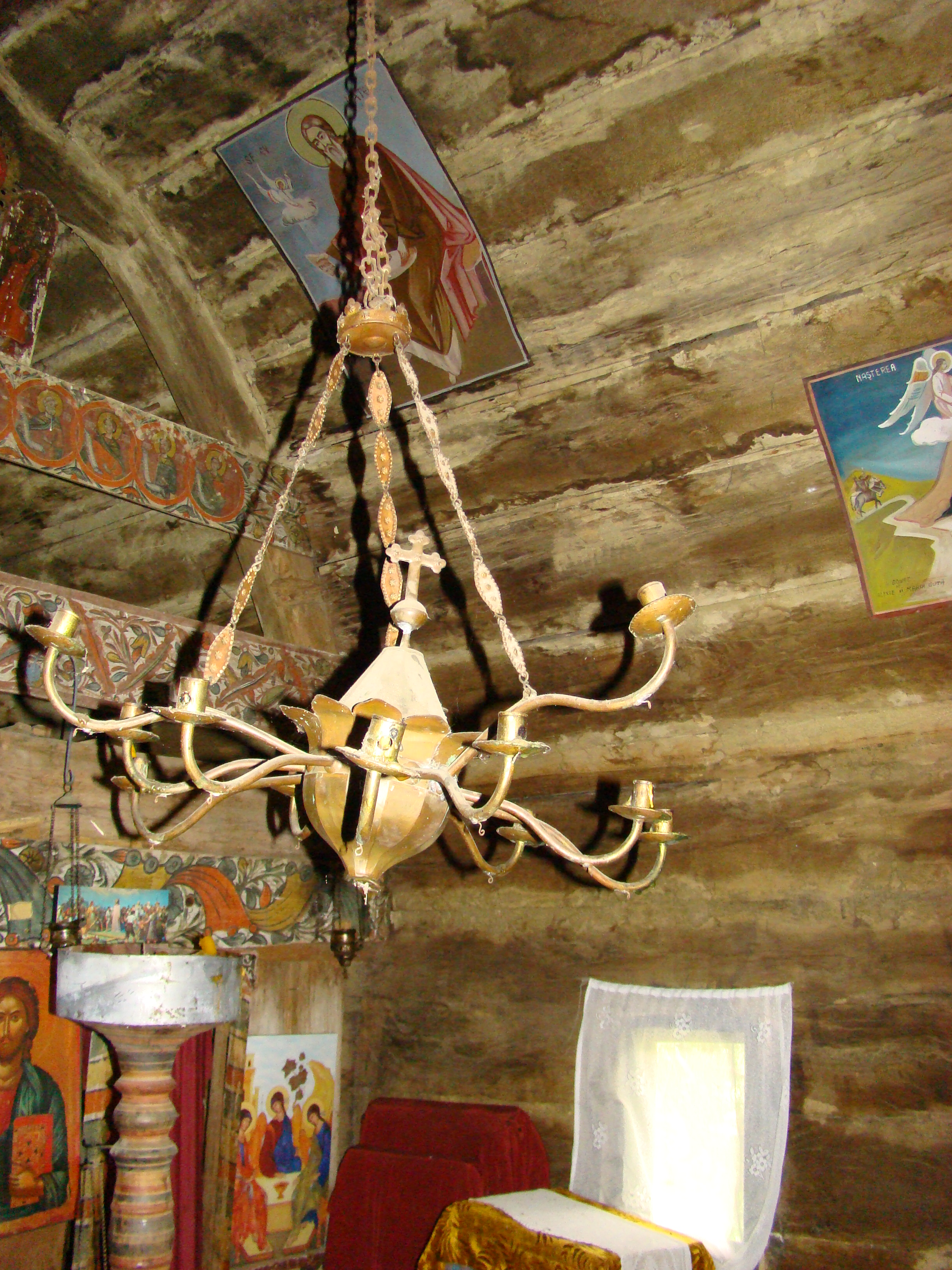
Candelabru
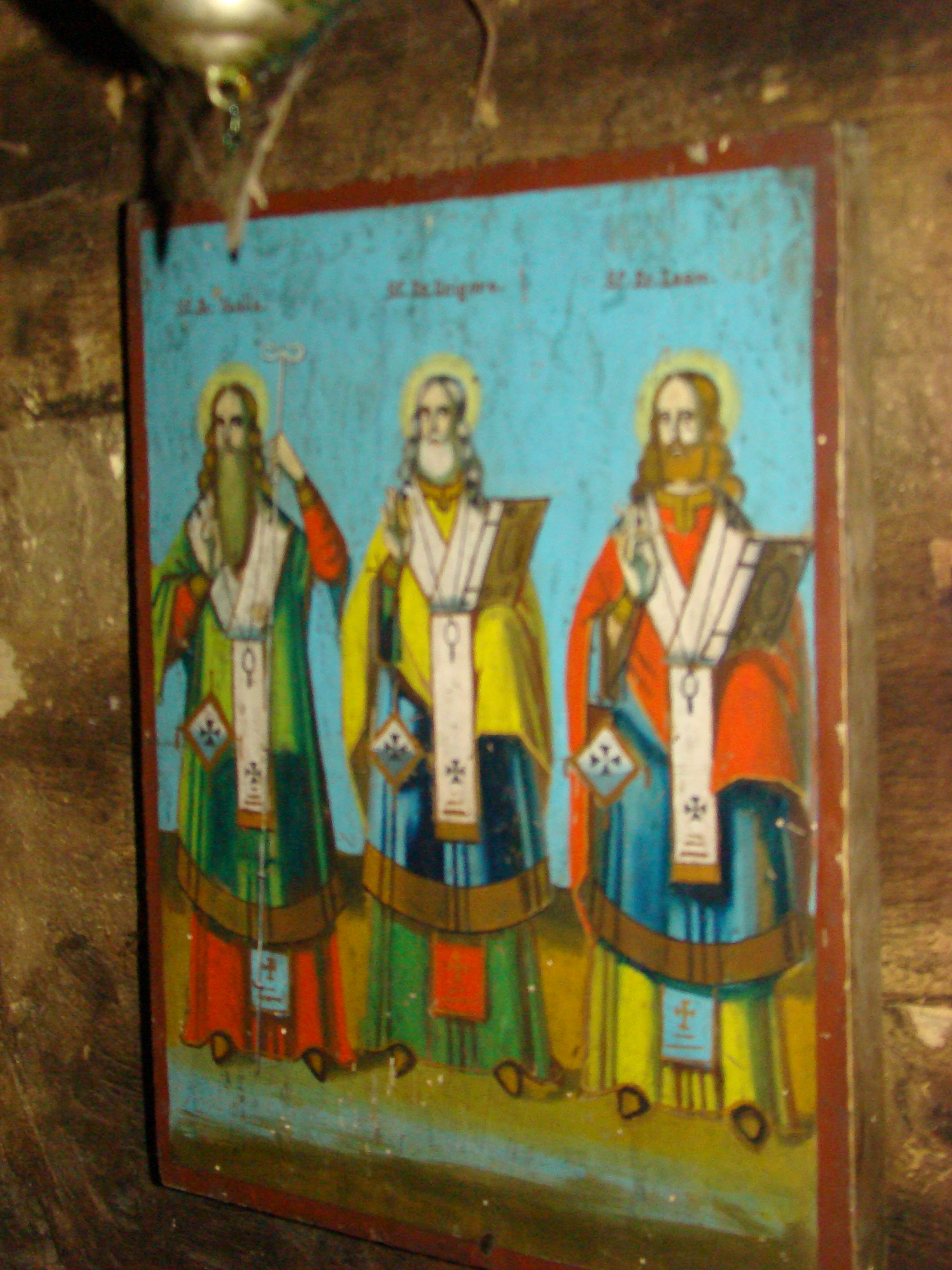
Apostoli
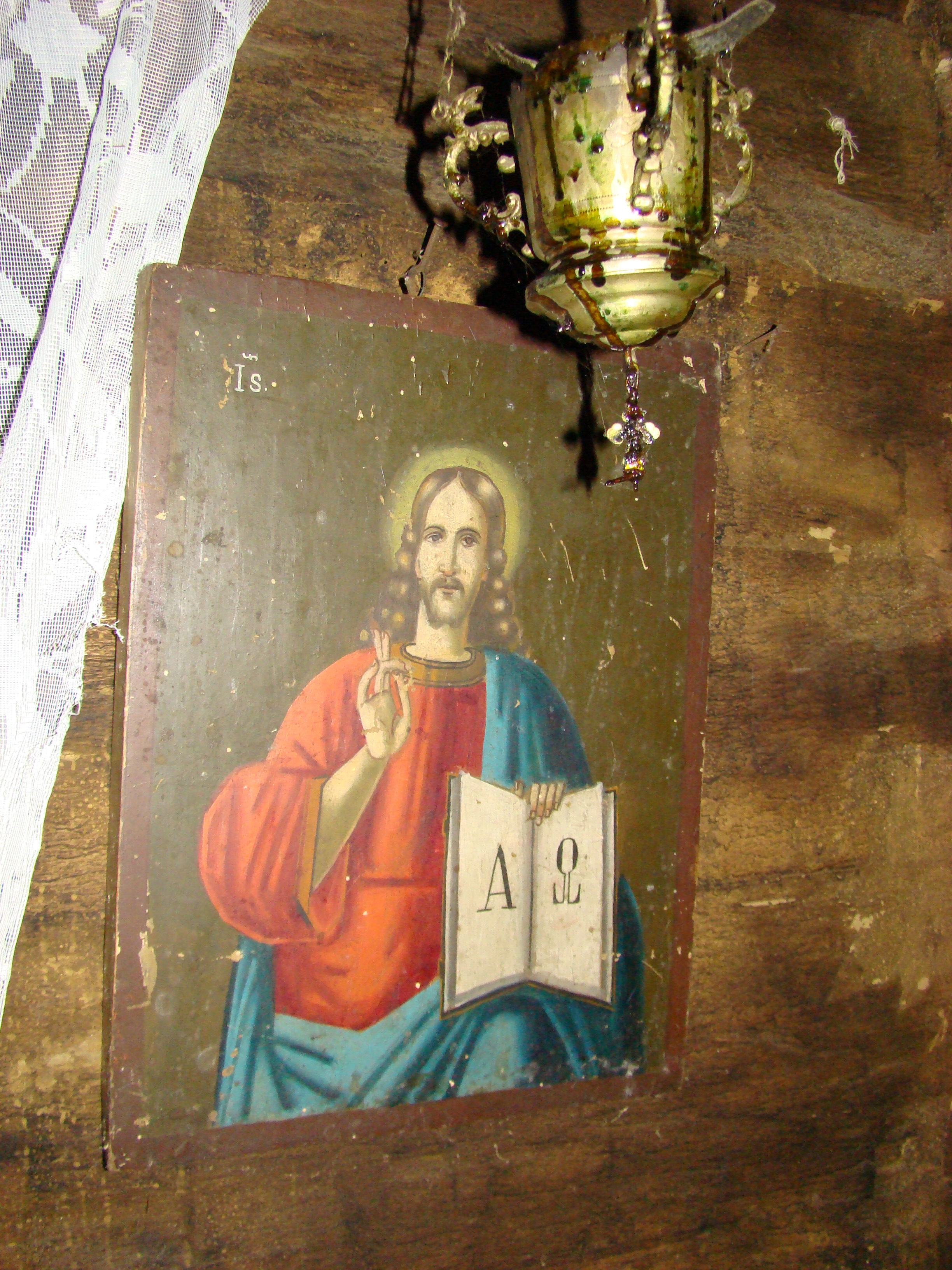
Iisus învăţător
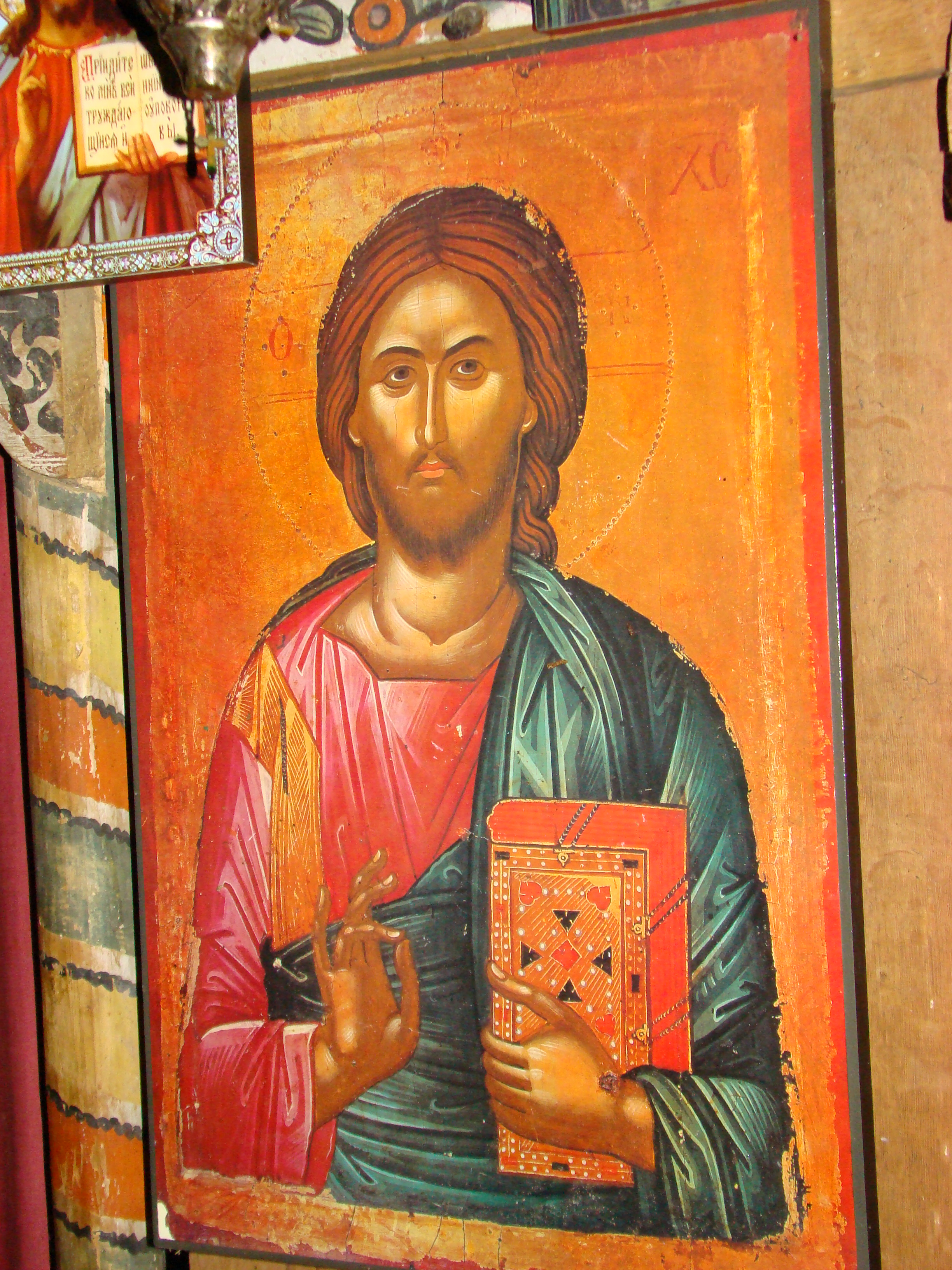
Icoană nouă, în locul celor vechi care au fost luate din biserică
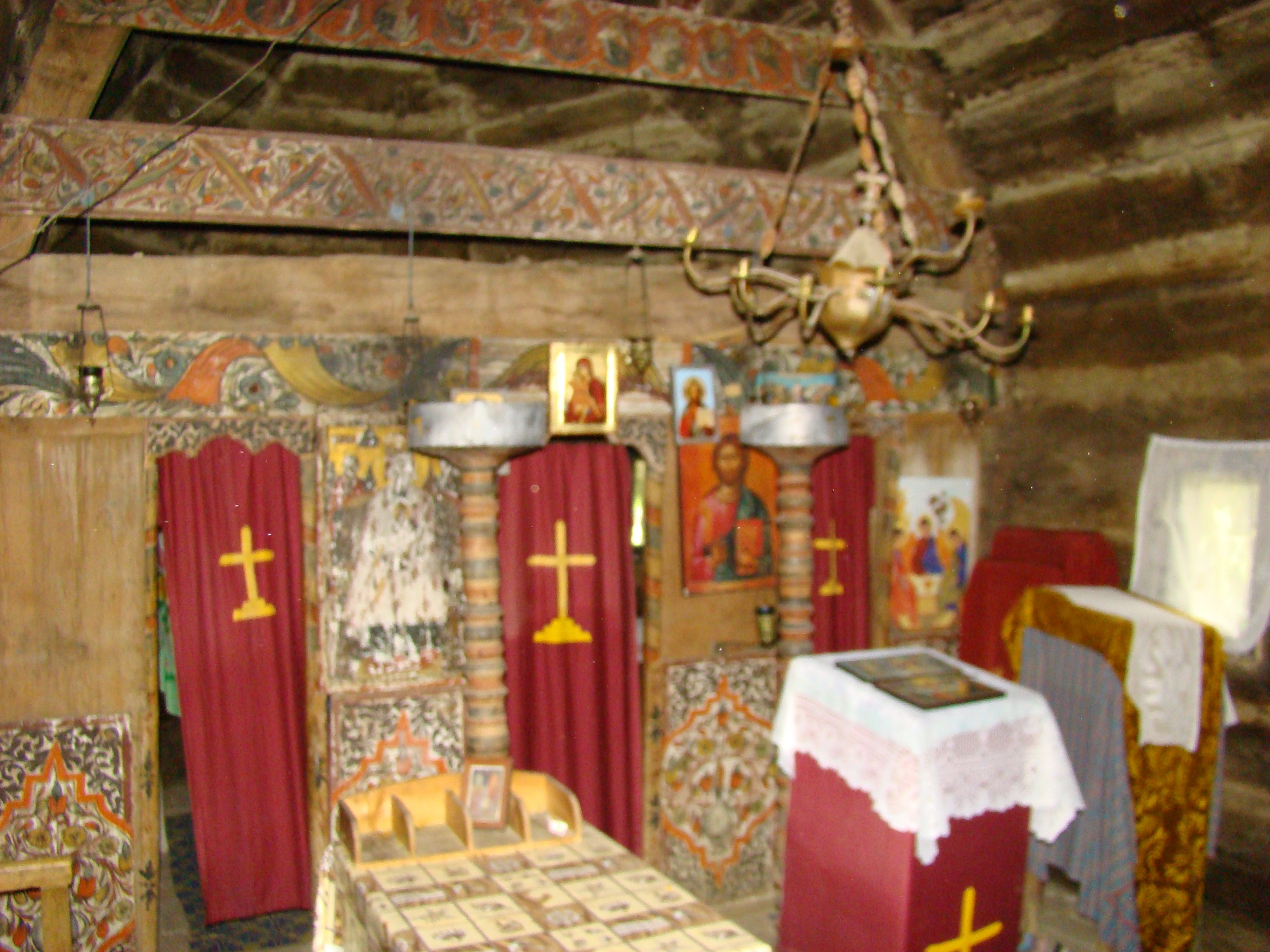
Naosul